# Annie Besant
Annie Besant, nata Wood (Londra, 1º ottobre 1847 – Adyar, 20 settembre 1933), è stata un'attivista, saggista, esoterista, oratrice socialista, libera pensatrice e teosofa britannica, che partecipò alle lotte del sindacato. Fu una sostenitrice dei diritti delle donne e dell'autogoverno irlandese e indiano. È conosciuta per i suoi numerosi scritti esoterici.
Nata da una famiglia anglo-irlandese, perse il padre a cinque anni e fu educata privatamente. Fu un'accanita lettrice di testi filosofici, letture che svilupparono in lei domande metafisiche e spirituali, divenendo allo stesso tempo consapevole della condizione in cui versava la classe operaia. Giovane donna di ceto medio sembrò in un primo momento non aver altro futuro che il matrimonio. Nel dicembre del 1867 sposò il pastore anglicano Frank Besant, con il quale ebbe due figli, ma le opinioni sempre più anti-religiose di Annie la condussero ad una separazione legale già nel 1873.
Iniziò una carriera politica fondandosi sul libertarismo, il femminismo, la libertà di pensiero e il laicismo; divenne un'oratrice di primo piano per la National Secular Society (NSS) ed una saggista. Strinse un'amicizia - che sfociò in un amore con l'attivista e propagandista dell'ateismo Charles Bradlaugh. Nel 1877 vennero perseguiti per aver aiutato a far pubblicare un opuscolo di Charles Knowlton sulla contraccezione: processati e condannati a sei mesi di prigione per "oscenità", il verdetto venne però annullato per un vizio di forma. Lo scandalo rese entrambi famosi e Bradlaugh fu eletto nel 1880 parlamentare per la circoscrizione di Northampton. Annie perse la custodia della figlia che aveva ottenuto dopo la separazione.
Approfittò del cambiamento degli statuti dell'University College di Londra per iniziare brillanti studi scientifici. Ne venne tuttavia esclusa nel 1883 a causa della sua reputazione di miscredente e della sua attività politica, non potendo così terminare il suo terzo anno di baccalaureato. Contemporaneamente iniziò un corso di studi per posta con la "Hall of Science" di South Kensington.
Fu interessata al socialismo fin dai primi anni ottanta e si unì al fabianesimo nel 1885, divenendone una relatrice di alto rango e membro del comitato direttivo, oltre che della "Social Democratic Federation" (SDF) affiliata al marxismo. Impegnata nella lotta sociale fu presente alla "Domenica di sangue" del 13 novembre 1887: una protesta pacifica contro la politica governativa in Irlanda venne dispersa con la forza. Sempre più coinvolta con le azioni del sindacato contro le misere condizioni di vita delle classi lavoratrici, organizzò con successo lo sciopero delle donne in una manifattura dell'East End durante l'estate del 1888. Venne eletta alla "London School Board" per Tower Hamlets, dove riuscì a far adottare il concetto dei pasti gratuiti per i bambini poveri nelle scuole della capitale. È certa la sua amicizia e frequentazione con la libertaria Charlotte Wilson, vicino alle posizioni del periodico inglese "Freedom".
Nel 1889 William Thomas Stead, redattore capo del Pall Mall Gazette, le chiese di scrivere un resoconto dell'opera di Helena Blavatsky, "La Dottrina segreta", la quale la introdusse alla teosofia. Qui trovò le risposte a tutti i suoi interrogativi e si convertì rapidamente. Nel 1890 incontrò la Blavatsky e la sua partecipazione alle questioni secolari diminuì fino a cessare del tutto. Divenne membro della Società teosofica e un docente di spicco in materia dottrinale. Nel 1893 viaggiò nell'impero anglo-indiano e vi si stabilì. Nel 1898 aiutò a costruire la "Central Hindu School" di Varanasi, e nel 1922, promosse l'istituzione dell'"Hyderabad (Sind) National Collegiate Board" a Mumbai.
Nel 1902 fondò la prima loggia dell'Ordine massonico misto internazionale Le Droit Humain in territorio inglese, a Londra, e molte delle successive. Restò un alto esponente dell'Ordine per tutta la vita e nel corso degli anni istituì nuove logge in molte parti dell'impero britannico. Nel 1907 divenne presidente della Società teosofica, la cui sede centrale si trovava a Adyar, nella provincia del Chennai, e lo rimase fino alla sua morte.
S'impegnò attivamente a favore dell'autogoverno indiano con articoli, discorsi e attività educative e fu anche membro del partito del Congresso Nazionale Indiano. Quando nel 1914 scoppiò la prima guerra mondiale aiutò a lanciare l' "Indian Home Rule movement" nella sua campagna per la democrazia in India e per far ottenere all'India lo status di dominion all'interno dell'Impero, in pratica una forma di semi indipendenza. Questo fatto condusse, verso la fine del 1917, alla sua elezione come presidente del "Congresso", dopo essere stata posta agli arresti domiciliari dal governo coloniale per un breve periodo.
Alla fine degli anni venti viaggiò negli Stati Uniti d'America assieme al suo protetto, nonché figlio adottivo Jiddu Krishnamurti, che sosteneva essere il nuovo Messia ed una nuova reincarnazione del Buddha: Krishnamurti però rigettò tali affermazioni nel 1929. Continuò a spendersi, sia nella campagna a favore dell'autodeterminazione e dell'indipendenza indiana, che per le cause della teosofia, fino alla sua morte avvenuta nel 1933.

## Famiglia
Annie era di origini anglo-irlandesi. In seguito ebbe a dire: "sono tre quarti irlandese per sangue e integralmente per cuore". Rimase sempre orgogliosa di questa eredità e sostenne, nel corso dei tutta la sua vita, la causa dell'autogoverno irlandese. Suo padre William Burton Perse Wood apparteneva ad una famiglia di ceto medio del Devon. Matthew Wood, a partire dal 1817, prozio di Annie, fu sceriffo e Lord sindaco della City di Londra nonché membro della Camera dei comuni: è ricordato per aver difeso Carolina di Brunswick nel suo causo di divorzio e Edoardo Augusto di Hannover gli riconobbe il titolo di baronetto. Suo figlio fece una carriera di successo all'interno della Chiesa d'Inghilterra, nell'esercito, nella magistratura, nel campo delle finanze e in quello politico. Il nonno di Annie proveniva al contrario dal ramo cadetto meno fortunato; sposò una donna irlandese e si stabilì a Galway, dove nacque William.
Il padre di Annie studiò medicina al Trinity College di Dublino e sposò l'irlandese Emily Morris (a volte Maurice); interessato indirettamente alla Grande carestia irlandese la coppia lasciò l'Irlanda per Londra, dove William rinunciò alla professione medica per un impiego di segretario cittadino. Residente nel quartiere di "St. John's Wood" la coppia ebbe tre figli: Henry, Annie e Alfred.

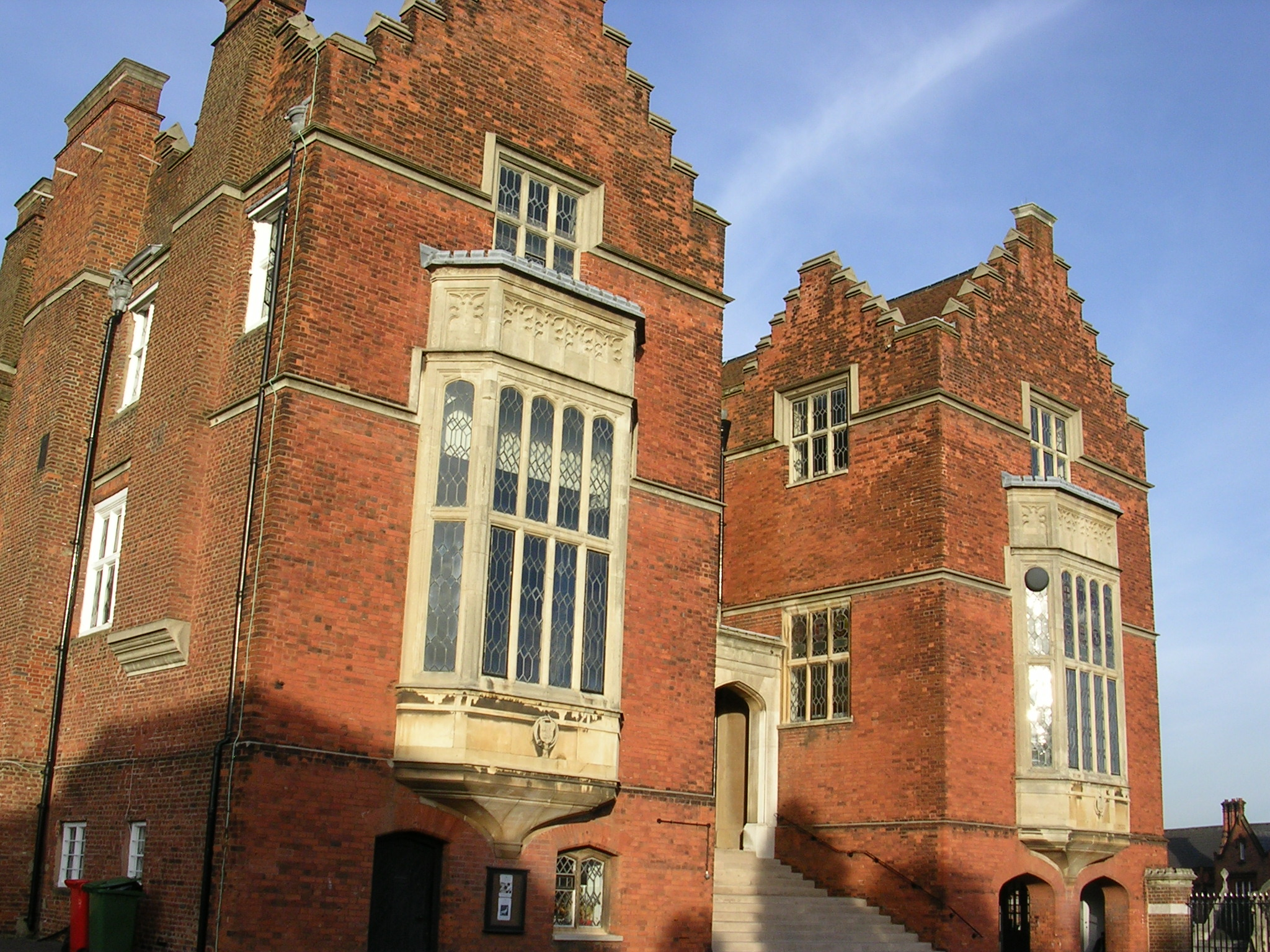
Facciata della Harrow School.

## Infanzia
Annie Wood nacque il 1º ottobre del 1847 a Londra. Il padre le morì quando aveva appena cinque anni, contraendo la tubercolosi a seguito di un'autopsia svolta assieme ad alcuni suoi amici medici; pochi mesi dopo Alfred, il figlio più giovane, morì a sua volta. William lasciò la famiglia quasi senza più alcun sostegno economico per cui dovette trasferirsi a Clapham, allora un sobborgo a Sud del Tamigi ed in seguito ad "Harrow". Emily, per permettere al figlio Henry di entrare alla Harrow School, beneficiando delle quote ridotte per i residenti della città, aprì nell'autunno del 1855 un pensionato studentesco all'interno della stessa scuola.
L'anno successivo, non essendo in grado di mantenere Annie, persuase l'amica Ellen Marryat, sorella di Frederick Marryat e zia di Florence Marryat a prendersi cura di lei. Questa quarantunenne ricca e caritatevole si prese carico della sua educazione assieme a quella della propria nipote Amy. Annie nella sua autobiografia narra che le si spezzò il cuore nel dover lasciare la madre per andare a stabilirsi nel Dorset. Imparò la geografia, la lingua latina e diversi altri idiomi stranieri tra cui la lingua francese e la lingua tedesca; anche l'educazione religiosa fu fortemente presente: la signorina Marryat apparteneva all'evangelicalismo ed Annie si dimostrò molto pia e curiosa nei confronti delle Sacre Scritture.
Marryat si assicurò che Annie ricevesse una buona educazione, instillandole al contempo un forte senso del dovere nei confronti della società ed un senso altrettanto forte di indipendenza ed autodeterminazione femminile.

## Adolescenza
Nel 1861 Ellen Marryat decise di viaggiare attraverso l'Europa portando con sé Annie, la nipote e la nuova protetta Emma Mann, nipote di Arthur Penrhyn Stanley. Trascorsero diversi mesi a Bonn, per poi stabilirsi a Parigi per 7 mesi, ove alle lezioni quotidiane si aggiunsero le visite ai musei e alle chiese. Annie scoprì il cattolicesimo di massa, che le piacque molto di più dell'austero evangelicalismo a cui era abituata; pensò anche di convertirsi all'High Church. Successivamente si definì a volte anglo-cattolica; nel corso di questo periodo acquisì un gusto per i cerimoniali della Chiesa cattolica che non la abbandonò mai.
Nella primavera del 1862 ricevette la confermazione dal vescovo anglicano dell'Ohio presente allora nella capitale francese; raccontò che si sentì in quell'occasione come toccata dallo Spirito Santo. Tornata in patria la signorina Marryat concluse l'educazione intellettuale della sua pupilla, la quale ritornò dalla madre a 15 anni e mezzo.
Continuò la propria formazione attraverso la biblioteca pubblica della Harrow School, continuando a leggere libri in francese e tedesco, oltre che Omero, Dante Alighieri e Platone. Accettò inviti a feste, a balli e a partite di croquet ove conobbe gli amici del fratello, anche se in quel periodo fu più interessata alla religione che ai ragazzi. Iniziò a ricevere l'eucaristia settimanalmente e tentò anche l'auto-flagellazione. Tuttavia non divenne cattolica, preferendovi la corrente teologica del "Movimento di Oxford".
Decise, così come le era stato insegnato, di andare direttamente alle fonti; studiò gli scritti dei Padri della Chiesa, in particolare Origene, Giovanni Crisostomo e Agostino d'Ippona. Scoperse in tal modo i concetti della reincarnazione, dell'accesso al divino attraverso la conoscenza, della virtù della castità, della magia, della potenza delle immagini sacre, del significato dei numeri e degli incantesimi. Scoprì anche la mitologia greca, la religiosità magica dei Caldei, il brahmanesimo, i culti di Iside e di Ermete Trismegisto.
Nel giorno di Pasqua del 1866 il fervore cristiano di Annie raggiunse l'apice; percorse a mente tutte le stazioni della Via Crucis e, nel tentativo di comprendere al meglio il significato della settimana santa, cominciò a confrontare le diverse versioni dei Vangeli, rimanendo assai sorpresa delle incongruenze presenti in essi; respinse tuttavia i primi dubbi che le sorsero. Fu in questa condizione spirituale che conobbe il futuro marito.

## Un matrimonio infelice

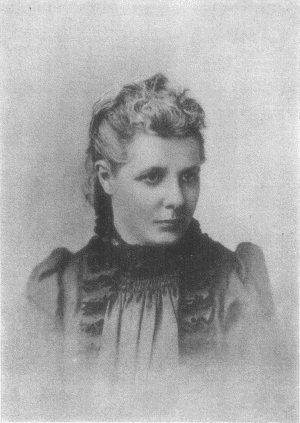
Annie da giovane.

### Fidanzamento
Annie Wood incontrò per la prima volta Frank Besant nella locale chiesa di Clapham. La madre, essendo venuta a sapere che il giovane pastore avrebbe potuto essere un pretendente adatto per la figlia, lo invitò a trascorrere una settimana estiva con loro. Annie discusse molto con lui ma, mentre lui cercava di corteggiarla, lei non vi pensava minimamente; alla fine del soggiorno rimase totalmente sbalordita quando lui le si propose: Frank Besant prese il suo silenzio come fosse una risposta affermativa. Ritenne che Annie dovesse sposarlo dopo aver trascorso lunghi momenti assieme da soli, per non comprometterne l'onore.
Figlio di un commerciante di vino e fratello minore dello storico e scrittore Walter Besant, Frank Besant (1840-1917) era un pastore evangelico che sembrava condividere molte delle preoccupazioni e convinzioni della giovane Annie; fu educato al King's College London e all'Emmanuel College. Specializzato in matematica, subito dopo il college iniziò ad insegnarla al liceo. Essendo assai timido, veniva considerato anche molto autoritario.
La proposta di matrimonio, ribadita, venne accettata dalla madre di Annie la quale trascorse la fine dell'estate in Svizzera con la famiglia dell'esponente del Cartismo William Prowting Roberts; questi, avvocato, era impegnato nella difesa delle condizioni di lavoro e di vita dei minatori e della classe operaia urbana in generale. Fu in quel momento che Annie concepì che quello che era maggiormente necessario non fosse né pietà né carità, bensì giustizia.
Quando visitò la famiglia Roberts durante l'estate del 1867 a Manchester, alla vigilia del suo matrimonio, ebbe modo di frequentare gli eventi che circondarono il processo e la condanna a morte dei membri della Fratellanza Repubblicana Irlandese. Queste esperienze, una folla inferocita e quello che sembrava un verdetto ingiusto, la segnarono per il resto della sua vita. Ciò la portò a contatto con i radicali inglesi e con i Martiri di Manchester, repubblicani irlandesi della Fenian Brotherhood, oltre che con le dure condizioni di vita dei poveri urbanizzati.
Nell'autunno del 1866 Annie cercò di rompere il fidanzamento. Sua madre la dissuase con due argomenti principali: in quanto moglie di un pastore, si sarebbe trovata nella posizione perfetta per fare del bene, e in ogni caso, non aveva davvero altra prospettiva che il matrimonio. Annie finì con l'accettare; Frank era appena stato ordinato e in tal modo divenne, per utilizzare le parole di Annie stessa, un "essere semi-angelico" che avrebbe potuto soddisfare tutte le sue aspirazioni spirituali. Sarebbe stato il proprio marito terreno esattamente come Gesù a rappresentare il suo sposo celeste.
Il 21 dicembre del 1867 Annie sposò Frank a St Leonards-on-Sea, nella stessa chiesa e nello stesso giorno delle nozze di Anna Kingsford, ove la madre si era nuovamente trasferita, nei pressi di Hasting. La prima notte di nozze fu un autentico incubo per quella giovane donna che non aveva la benché minima idea di quello che avrebbe potuto accadere: si sentì come violentata e si ritirò in solitudine nel disgusto e nella paura.

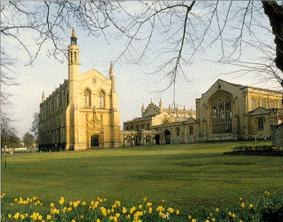
Il Cheltenham College.

### Autorità vittoriana del marito
La coppia si trasferì a Cheltenham nel gennaio del 1868. Frank divenne insegnante di matematica al Cheltenham College, una scuola pubblica, mentre Annie si occupò di un pensionato studentesco, proprio come sua madre. Si impegnò per integrarsi nel gruppo delle mogli degli insegnanti; ma i discorsi si limitarono "alle faccende domestiche e ai figli". Inoltre tutta la scuola era considerata una sorta di "Low Church". Annie visse una sensazione sempre più forte di isolamento intellettuale; in realtà alcune di queste donne e le loro figlie erano almeno quanto lei altrettanto istruite o impegnate nella lotta per il diritto all'istruzione femminile. Sembrava che il matrimonio avesse avuto un effetto negativo, sia sul suo morale, che sulla propria condizione spirituale.
Il lavoro al pensionato non la interessò molto, dimostrando di possedere ben poco talento per la gestione della casa. A quanto pare lasciò tutto nelle mani del marito proprio per non diventare una "casalinga". Trascorse così le proprie giornate immersa nella noia, tanto più che l'etichetta non le permetteva di uscire da sola. I rapporti di coppia furono da subito molto tesi. Nel febbraio del 1870, secondo un affidavit del 1878, Frank la strattonò urlandogli di ritornarsene dalla madre.
Annie si dedicó nuovamente alla lettura e alla scrittura. Scrisse opuscoli religiosi che il marito considerò essere un po' troppo da "High Church": un libro sulla spiritualità che sembrò essere apprezzato, ma che alla fine non venne mai pubblicato; un romanzo che venne respinto in quanto ritenuto troppo politico e gli articoli che vennero pubblicati nel Family Herald, una rivista "di informazione domestica." Guadagnò 30 scellini, 150 euro dei giorni nostri, i primi autentici guadagni della sua vita.
La legge britannica del tempo però affermava che tutti i redditi della moglie appartenessero di diritto al marito; allora le donne sposate non avevano il diritto legale di possedere una proprietà privata, così Frank fu in grado di appropriarsi di tutti i soldi guadagnati da lei. Annie raccontò in seguito che non aveva bisogno di soldi, ma che rimase completamente scioccata nell'apprendere come a lei non spettasse più nulla.
La coppia ebbe due figli: Arthur Digby, nato il 16 gennaio del 1869 e Mabel Besant-Scott, nata il 28 agosto del 1870. Entrambe le gravidanze furono molto sofferte; la seconda risultò essere ancora più difficile rispetto alla prima poiché giunse molto ravvicinata, mentre lei cercava ancora di riprendere le forze, inoltre ad aggravare la sua condizione non poteva neanche di permettersi un'infermiera.
Sembra che un violento litigio scoppiò nel febbraio del 1870 e fosse dovuto alla richiesta di Annie di non avere più figli. L'unica possibile forma di contraccezione per un pastore anglicano all'epoca era l'astinenza sessuale, ma sembra che Frank costringesse la moglie al compimento del "dovere coniugale". Ella si rimise con difficoltà dal secondo parto, mentre le discussioni si fecero sempre più regolari e violente. Nel 1878 lo accusò di crudeltà; spiegò che il suo atteggiamento giustificasse la condotta di lui.
Nel 1871 Mabel si ammalò gravemente. Annie, esausta nello sforzo di curarla, cadde in un disturbo depressivo. Cominciò così un poco alla volta a perdere la fede, a causa delle ingiustizie che Dio le aveva fatto cadere addosso. Nei mesi che seguirono il marito cercò di ricondurla sulla "retta via", in lotta contro quelli che lui chiamava i suoi "dubbi" e offrendole un altro sacerdote che le facesse da direttore spirituale. Non riuscì però a fare nulla: soluzioni anglicane, come il pentimento, non ebbero alcuna eco in lei. Annie volle trovare un altro modo per accedere alla conoscenza di Dio. Per combattere la sua depressione e distrarre la mente dalla sua angoscia il medico le suggerì di leggere dei libri di scienza, anatomia e fisiologia.

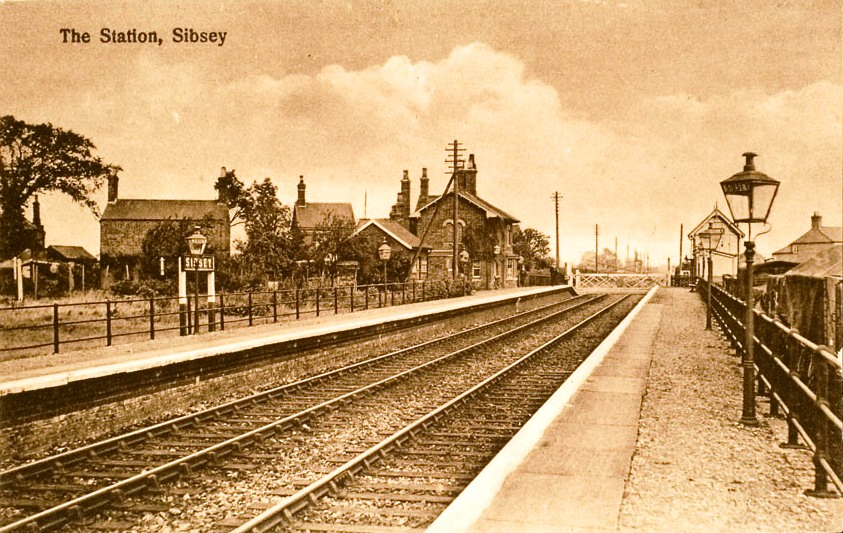
La stazione di Sibsey (1920).

Infine Frank lasciò il suo posto di insegnante al Cheltenham College per sostituire un cugino di sua moglie, William Wood, a Sibsey, un piccolo villaggio sperduto con un migliaio di abitanti nell'Lincolnshire, ove fu anche vicario. Qui, senza più alcuna vita sociale da dover ottemperare, Annie si sentì più libera; tanto più che poteva pure uscire di casa da sola senza alcun timore di compromettersi. Come scrisse nella sua autobiografia "eravamo una coppia malata". 

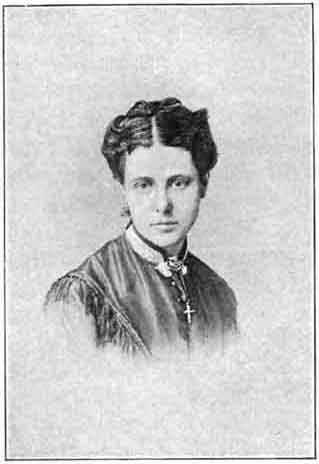
Annie nel 1869.

### Rottura
A Sibsey Annie cercò di compiere al meglio le sue funzioni di moglie del pastore, facendo visite di beneficenza ai poveri e ai malati; anche in questo caso ebbe modo di confrontarsi con la miseria popolare dovuta ai cattivi raccolti, senza per questo che il proprietario abbassasse gli affitti. Inoltre i lavoratori agricoli che ebbero il coraggio di mettersi in contatto con il sindacato persero automaticamente ogni possibilità di trovare un impiego. Nella sua autobiografia affermò che in quel lasso di tempo imparò molto politicamente.
La politica divise ulteriormente la coppia, Annie iniziò a sostenere i lavoratori agricoli che stavano allora combattendo per potersi sindacalizzare e riuscire ad ottenere migliori condizioni di lavoro. Frank era invece un "Tory" tradizionalista e conservatore e prese immediatamente le parti degli agricoltori proprietari terrieri. La tensione giunse al culmine quando Annie cominciò a rifiutarsi di partecipare alla messa e di prendere l'eucaristia.

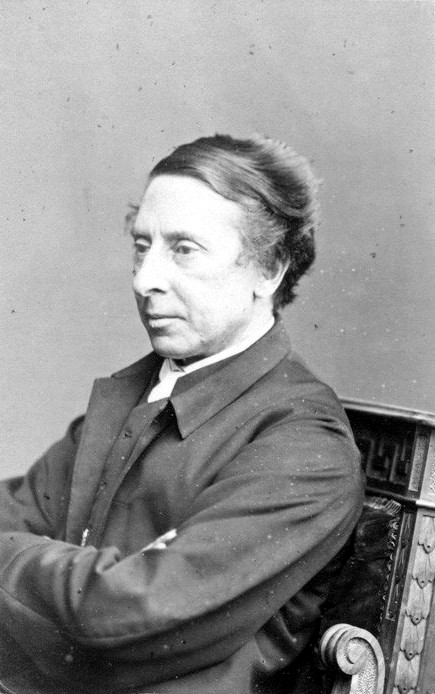
Charles Voysey negli anni 1860; egli scrisse le prefazioni dei primi opuscoli secolaristi di Annie firmati "moglie di un pastore".

Mise in discussione ancora una volta la propria fede, cominciando a leggere opere di teologia, scoprendo così Matthew Arnold, con la sua idea di moralità come unica forma accettabile di religiosità; ma tali letture dispiacquero talmente al marito tanto da arrivare a colpirla; nel giugno del 1872 ella fuggì in compagnia della madre fino a Londra. Qui andò ad ascoltare le omelie di Charles Voysey, un ex pastore anglicano condannato per eresia da parte del Consiglio privato di sua maestà.
L'ex pastore rifiutò le idee di peccato originale, di punizione eterna, della stessa divinità di Cristo e di confessione; dichiarò in aggiunta che la Bibbia non fosse affatto la "parola di Dio". Dopo aver abbandonato la Chiesa anglicana fondò una "Chiesa teista". Annie diventò sua amica. Voysey poté in tal modo presentargli diverse personalità di liberi pensatori londinesi, come l'editore Thomas Scott il quale faceva pubblicare opuscoli razionalisti e repubblicani, lo specializzato in indologia, John Muir, il riformatore socialista Charles Bray e il vescovo anglicano del Natal, John William Colenso difensore della causa degli Zulu. Quando Frank lo seppe la sua collera s'intensificò.
Il fatto che la moglie di un pastore avesse perduto la fede costituiva all'epoca un grosso problema sociale, ma Annie fece un ultimo tentativo rivolgendosi agli uomini di chiesa più importanti per poter riuscire ad ottenere un colloquio con il teologo Edward Bouverie Pusey, uno dei mèntori del "Movimento di Oxford" all'interno della Chiesa d'Inghilterra. Quando gli chiese di consigliarle dei libri che potessero rispondere alle sue domande, lui rispose dicendo che forse ne aveva letti già troppi e che sarebbe stato invece necessario solamente pregare.
Annie tornò a Sibney verso all'inizio dell'autunno. La coppia si stabilì in due camere separate; ella continuò le proprie opere di beneficenza per tutto l'inverno. L'intera regione fu afflitta da un'epidemia di tifo e Annie, per la sua devozione ai malati, riuscì ad ottenere il rispetto degli abitanti del villaggio, nonostante il fatto che il suo atteggiamento nei confronti della Chiesa risultasse scioccante. In realtà lei lasciò la comunità ecclesiale nel momento stesso in cui non credette più al potere redentivo dell'eucaristia. Si chiuse a volte da sola nella chiesa vuota a predicare ai muri; le parole le uscivano naturalmente e senza alcuno sforzo, per cui finì col rendersi conto che era brava a pronunciare discorsi.
Fece pubblicare due pamphlet: On the Deity of Jesus of Nazareth e According to St John: On the Deity of Jesus of Nazareth, Part II: A Comparison between the Fourth Gospel and the Three Synoptics, con la sola firma: "moglie di un pastore". Tutto questo fece arrabbiare molto il marito, soprattutto perché egli temeva che la moglie potesse venire associata a Voysey, colui che scrisse le prefazioni; Frank temette a questo punto di poter perdere definitivamente sua moglie e le propose di sottoporsi ad un "trattamento medico". Venne incoraggiato in questa direzione dal fratello maggiore Walter il quale temeva di perdere la protezione delle alte personalità per colpa della cognata.
Il 20 luglio del 1873 Annie lasciò il marito e Sibsey; la famiglia le fece sapere che oramai si trattava di una rottura definitiva. Lei venne ricacciata ai margini della società dell'era vittoriana e si trasferì nella capitale con il fratello e la madre. Ebbe un esaurimento nervoso e nel mese di settembre per evitare che Frank creasse uno scandalo Henry Wood fu spinto ad intraprendere un'azione legale per la separazione giuridica tra la sorella e il marito, in quanto ufficializzare un divorzio risultò un fatto del tutto impensabile per Frank. Questa venne pronunciata il 25 di ottobre 1873.
La custodia dei figli fu condivisa. In un primo momento fu in grado di mantenere i contatti con i due figli e di avere Mabel presso di sé. Inizialmente Frank rifiutò l'accordo, ma quando lei lo minacciò di rivelare la sua attitudine alla violenza alla fine dovette cedere; i motivi di crudeltà erano casi di divorzio accettabili dalla legge. Acconsentì anche a pagarle una pensione corrispondente ad un quarto del suo reddito, 110 sterline, equivalenti a 11 000 euro attuali, in quanto dopo aver lasciato il marito Annie dovette abbandonare anche la casa del fratello; inoltre le si chiedeva d'interrompere ogni contatto con Voysey. Rimanendo pur sempre sposata, Annie mantenne il cognome, come la legge richiedeva, mutandone semplicemente la pronuncia passando l'accento tonico dalla seconda alla prima sillaba. Annie dovette rimanere la signora Besant per tutto il resto della sua vita.

## Femminista e socialista
Annie rimase per tutta la vita una scrittrice prolifica e una potente oratrice, prima come attivista sociale e poi come dirigente teosofica.

### Difficoltà materiali
Priva di un qualsiasi reddito Annie dovette cercarsi un impiego, ma tutte le porte le vennero chiuse a causa dello scandalo morale e religioso che aveva provocato. Dopo diversi tentativi fallimentari venne finalmente accolta da una coppia di statunitensi londinesi, Ellen e Moncure Daniel Conway, scrittore dell'unitarianismo che si batteva per l'abolizionismo. Lo scrittore era stato anche un grande sostenitore di Voysey e si sentì in parte responsabile della situazione di Annie. Annie lavorò per un certo tempo con lui, aiutandolo a tradurre libri tedeschi che gli servivano per la stesura di uno dei suoi.
In seguito venne assunta in qualità di governante da un pastore di Folkestone. Nell'aprile del 1874 la madre si ammalò gravemente e Annie fu costretta a correre al suo capezzale per assisterla nei suoi ultimi momenti di vita. Sul letto di morte Emily cercò di far tornare la figlia nell'ovile della Chiesa e per farle accettare nuovamente la comunione; ella acconsentì e le due donne assunsero l'eucaristia da Arthur Penrhyn Stanley. Gli altri pastori che avevano precedentemente chiamato rifiutarono.

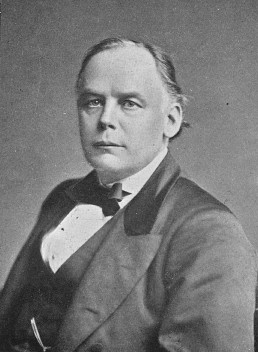
Charles Bradlaugh.

Dopo la morte della madre, per poter pagare l'affitto di due camere affacciate su "Colby Road", Annie scrisse molti opuscoli per Thomas Scott: Inspiration, The Atonement, Meditation and Salvation, Eternal Torture e The Religious Education of Children; firmò col suo nome da sposata ed affermò di appartenere al teismo. Trascorre così le sue giornate a studiare nella sala di lettura della British Library. Intanto prese contatto con la National Secular Society di cui era presidente Charles Bradlaugh, con il quale strinse presto un forte rapporto di amicizia ed evolvette il suo pensiero in direzione dell'ateismo. Il 25 agosto del 1874, nonostante la ferrea opposizione del marito, diede la sua prima conferenza intitolata: "La condizione politica delle donne".
Fu anche una dei membri di spicco della "Conway Hall Ethical Society". Iniziò a combattere per quelle cause che più riteneva giuste, a partire dalla libertà di pensiero, fino ai diritti delle donne, al laicismo, alla contraccezione, al socialismo rappresentato dal Fabianesimo, ai diritti dei lavoratori.

### Impegno secolarista
Charles Bradlaugh le propose allora di contribuire, per una ghinea a settimana, 110 euro attuali, ad una colonna del "National Reformer", il settimanale della "National Secular Society", propugnatrice del secolarismo fondato nel 1866. La Società sosteneva l'istituzione di uno Stato secolare e la fine dello status speciale concesso al cristianesimo; ciò le permise di agire come una dei suoi relatori pubblici ufficiali.
Le letture pubbliche furono un'esperienza molto popolare dell'Età vittoriana e Annie si dimostrò essere una conferenziera brillante e presto venne ampiamente richiesta. Utilizzando le ferrovie attraversò in lungo e in largo gran parte del paese, parlando di tutte le questioni più importanti all'ordine del giorno, impegnandosi sempre a migliorare, riformare e liberare i suoi interlocutori.
Questo lavoro e il salario le garantirono non soltanto l'indipendenza economica, ma anche l'inizio della carriera intellettuale che si immaginava. Il 30 agosto del 1874 fece pubblicare il suo primo articolo sotto lo pseudonimo di "Ajax" scrisse su diversi argomenti tra cui una campagna elettorale per Northampton a cui si presentò anche Bradlaugh.
Gli articoli che descrissero la condizione d'indigenza degli operai cittadini, tra gli altri, attaccarono nello stesso tempo i membri del clero che si opponevano alla libertà di pensiero e tutti quei politici che si dimostravano contrari alle riforme liberali; continuò inoltre a tenere conferenze, un compito considerato essenziale per il suo lavoro di propaganda per il libero pensiero e la riforma sociale. Ben presto divenne nota come la "famosa Ajax".
Una volta liberatasi di Frank Besant ed esposta a nuove correnti di pensiero, iniziò a mettere in discussione, non solo le sue precedenti credenze religiose, ma anche l'intero pensiero convenzionale del suo tempo. Cominciò a scrivere pamphlet che attaccarono la religione per il modo in cui controllava la vita delle persone; in particolare attaccò l'anglicanesimo in quanto fede promossa dallo Stato.

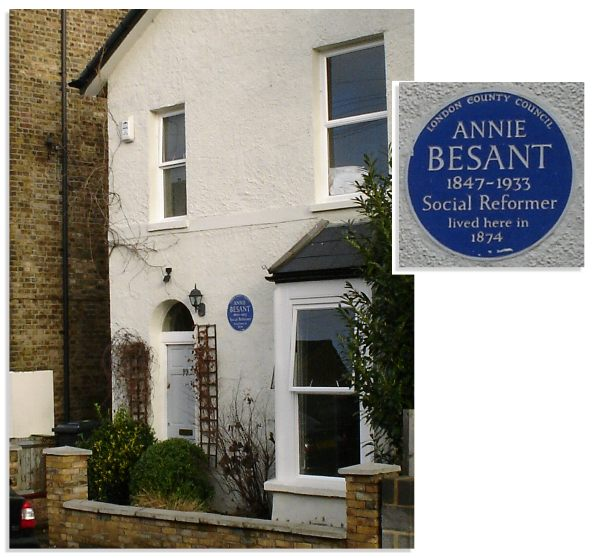
La residenza londinese di Annie negli primi anni 1870 a "Colby Road" con la targa alla memoria.

Nei primi mesi del 1875 pubblicò un nuovo opuscolo intitolato, "On the Nature and Existence of God", in cui scrisse che nessuno era stato ancora in grado di provare l'esistenza di Dio; criticò anche i sacerdoti e i religiosi, "capaci di produrre solo danni e disperazione". Rimase convinta che la morale dovesse essere separata dalla religione e giungere solo dalla riflessione e dall'esperienza; respinse sdegnata il concetto di preghiera considerando invece l'ammirazione nei confronti della grandezza, della bellezza e dell'ordine del mondo come una sorta di "nuova forma di preghiera".
Annie considerò l'ateismo non solo come una liberazione dal giogo imposto dalle credenze religiose, ma anche come una forma di morale laica; temette che questa potesse scomparire assieme alla religiosità, in quanto, almeno in occidente, la coscienza morale si basava solamente sulle imposizioni bibliche. Volle quindi l'istituzione di una morale basata sulla scienza la quale potesse, pertanto, soddisfare i requisiti della Natura: per poter giungere ad un tale obiettivo s'interessò al positivismo di Auguste Comte.
In quello stesso anno fece un giro di conferenze attraverso il Regno Unito per la Società. Godeva di parlare in pubblico, cosa per la quale dimostrò avere sempre più talento; tuttavia fu verbalmente aggredita dagli spettatori a Leicester i quali gli rimproveravano i suoi legami con Bradlaugh. Le critiche si basarono su una recensione favorevole da lui scritta al libro, "Physical, Sexual and Natural Religion" di George Drysdale, il quale difendeva il "libero amore", considerando il fatto che tutti gli organi del corpo avrebbero dovuto essere esercitati regolarmente per poter rimanere in buona salute.
Bradlaugh fu in quell'occasione il bersaglio di molteplici critiche le quali di riflesso caddero addosso anche su Annie, una donna il cui status familiare e sessuale non era chiaro ai suoi avversari; inoltre Bradlaugh era anche separato dalla moglie. Sembra che Annie provasse una certa attrazione nei suoi confronti il quale però aveva una relazione stabile con una viscontessa francese di nome Mina de Brimont-Brissac, spesso citata nelle sue lettere; la reputazione di Annie ne sofferse.
Quest'ultimo fatto, aggiunto al suo proclamato ateismo, spinse Frank Besant a rifiutarsi di mandare la figlia dalla madre la quale non aveva ancora ottenuto ufficialmente la custodia; ella cercò allora di tornare a Sibsey con l'aiuto di Bradlaugh, ma senza alcun risultato apprezzabile. Alla fine minacciò il marito di denunciarlo riuscendo così a riavere la figlia.
Ancora una volta tentò di fuggire dai propri problemi personali rifugiandosi nel lavoro. Intraprese la scrittura di lunghi articoli per il quotidiano National Reformer sulla rivoluzione francese, da lei considerata il secondo più importante evento nella storia dell'umanità dopo la nascita di Cristo. Nella primavera del 1876 iniziò assieme a Bradlaugh un lungo tour di conferenze sul libero pensiero; il pubblico e i giornali esitarono su chi dei due fosse "il più velenoso". Si sviluppò così un agguerrito movimento che cercò d'impedirle di parlare.
Questa opposizione, proveniente per lo più da circoli religiosi, fu molto ben organizzata, il che indicò che la campagna dei liberi pensatori aveva ottenuto il suo effetto; gli avversari si dirigevano nella città in cui Annie avrebbe dovuto tenere uno dei suoi discorsi, incentrati sempre più sul testo "Physical, Sexual and Natural Religion", per preparare i loro attacchi pubblici, fino a giungere alla vera e propria violenza fisica.
Tra la pensione versatagli dal marito, il proprio stipendio come giornalista, i profitti generati dalle sue lezioni e, a quanto pare, l'aiuto finanziario da parte della famiglia Wood, la quale non voleva che la piccola Mabel fosse costretta a vivere in una situazione di povertà, Annie riuscì a tornare nel quartiere della sua infanzia, il "St. John's Wood", dove affittò con la zia materna una casa con giardino e nella quale allevò stabilmente una giumenta.
Nella primavera del 1876 Annie partecipò alla campagna repubblicana contro la "Civil list" della famiglia reale britannica cercando di raccogliere quante più firme possibile, alla fine poco meno di 103 000, per una petizione di denuncia. In seguito attaccò nei suoi articoli e opuscoli la politica estera, soprattutto per quanto riguardava la questione d'oriente, di Benjamin Disraeli, allora primo ministro del Regno Unito per il partito Conservatore. Ne esaltò invece il suo avversario del partito Liberale William Ewart Gladstone il quale ringraziò calorosamente.
Per diversi anni Annie rimase amica del leader della "National Secular Society", Charles Bradlaugh, un ex soldato da molto tempo separato dalla moglie, lavorando assieme su molteplici progetti. Bradlaugh era un esponente dell'ateismo e del repubblicanesimo, stava inoltre cercando di essere eletto al Parlamento del Regno Unito per la città di Northampton.

### Sostenitrice della contraccezione

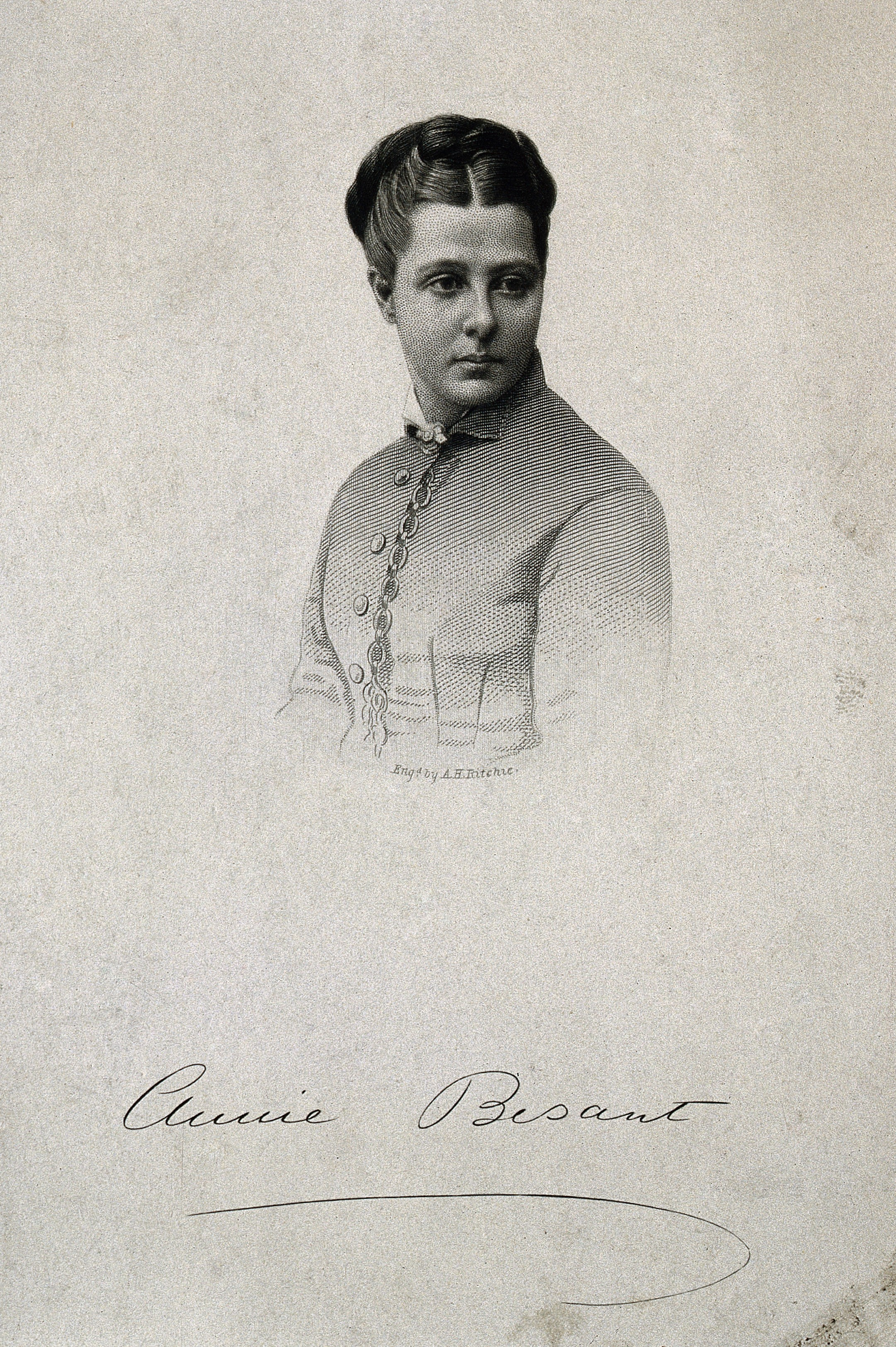
Ritratto di Annie negli anni 1870.

#### Processo Knowlton
Bradlaugh e Annie crearono il 20 gennaio del 1877 una casa editrice, la "Freethought Publishing Company" specificamente destinata a ripubblicare, The Fruits of Philosophy, un libello scritto nel 1832 da Charles Knowlton, un medico statunitense difensore della contraccezione che descrisse particolareggiatamente i metodi per realizzarla. Sostenne che, siccome le famiglie del proletariato non avrebbero mai potuto riuscire ad essere felici fino a quando non avessero potuto decidere quanti figli volere, suggerì dei modi pratici per limitare le dimensioni delle loro famiglie.
Il libro venne a suo tempo condannato negli Stati Uniti d'America per "indecenza", ma il suo successo rimase costante nel Regno Unito. A quanto pare i due vollero creare le basi per una denuncia e così poter esporre in tribunale la causa del neo-malthusianesimo. La prima ristampa apparve il 23 marzo 1877 e vendette 500 copie in 20 minuti. Anche dopo l'esplosione dello scandalo e la feroce campagna di stampa il libro continuò ad essere venduto con successo, soprattutto tra gli indigenti, ma anche tra le mogli degli ecclesiastici.
Il testo di Knowlton era molto controverso e fu vigorosamente attaccato dalla Chiesa. Annie e Charles proclamarono nelle pagine del National Reformer:
Bradlaugh e Annie fecero provocatoriamente recapitare il testo direttamente alla polizia e alla magistratura; una settimana dopo si spinsero fino al punto di recarsi direttamente alla stazione delle forze dell'ordine chiedendo il motivo per cui non fossero ancora stati inquisiti. Il 7 aprile 1877 vennero finalmente arrestati; entrambi furono accusati di "corruzione della gioventù" per averla indotta a "pratiche indecenti, oscene, immorali e contro natura". Bradlaugh, che conosceva bene il diritto penale, scelse di difendersi e Annie lo imitò; ma gli amici, compreso lo stesso Bradlaugh, cercarono di dissuaderla in quanto non sarebbe stato adeguato per una signora; inoltre il marito avrebbe sempre potuto utilizzare la causa penale contro di lei.
Annie preparò la sua difesa confrontando il libro incriminato con testi medici e con gli scritti del filosofo John Stuart Mill, il quale si trovava d'accordo con Thomas Robert Malthus sulla necessità di limitare la crescita della popolazione, ma senza mai entrare nei dettagli più "tecnici". L'accusa venne condotta dal "Solicitor General for England and Wales" Hardinge Giffard; secondo lui il libro, difendendo la contraccezione, incoraggiava l'"amore libero", l'abbandono della castità ed in tal modo la fine stessa della civiltà occidentale.
Annie si difese affermando che l'unica ragione per cui le donne britanniche si mantenevano caste era la paura della maternità; aggiunse inoltre che le donne che avessero voluto avere relazioni sessuali al di fuori del vincolo matrimoniale fossero già sufficientemente depravate da non aver bisogno di consultare il libro. Fu in quest'occasione che dichiarò pubblicamente la sua disapprovazione nei confronti della prostituzione; divenne la prima donna moderna a difendere apertamente la contraccezione insistendo sul fatto che le informazioni su di essa, in un contesto matrimoniale, fossero necessarie.
Citò anche le numerose testimonianze che ricevette da parte di donne sposate che vivevano nella paura della loro prossima gravidanza, nel corso della quale avrebbero sempre potuto rischiare la vita; parlò delle baraccopoli di periferia abitate da bambini che morivano di fame: infine rifiutò l'accusa di "oscenità" affermando che non vi fosse stato alcun intento malevolo. Insistette che la letteratura medica, ben rappresentata dal libro di Knowlton, dovesse necessariamente essere esclusa dall'accusa di oscenità, chiedendo il diritto di rendere pubblico il dibattito sul controllo della popolazione.
Come madre di una bambina, disse, rimase anche troppo a lungo all'oscuro della funzione degli organi sessuali, ispirata in questo caso dalla propria esperienza infelice. Terminò la propria arringa difensiva chiedendo alla giuria di non rinchiuderla in una prigione in mezzo a donne perdute il cui semplice contatto sarebbe stato per lei una sofferenza, ribadendo la sua condanna nei confronti della prostituzione. Durante tutto il processo avrebbe continuato a sostenere l'abolizione delle sanzioni legali per coloro i quali promuovessero con scritti o parole la contraccezione.
La giuria emise un verdetto di colpevolezza contro il libro, ma al contempo assolse gli imputati da qualsiasi desiderio di nuocere. Il giorno successivo i due tennero una conferenza continuando a vendere apertamente Fruits of Philosophy; inoltre quando venne pronunciata la sentenza il giudice si dimostrò essere più severo del previsto: furono condannati a sei mesi di carcere e ad una multa di 200 sterline (21 000 euro attuali), con l'espresso divieto di continuare a vendere il libro. La sentenza rimase in sospeso in attesa dell'appello. Oltre ad una grande opposizione Annie e Charles ricevettero anche un ampio sostegno a parte della stampa liberale. Le opinioni si contrapposero sia nelle lettere pubbliche che nelle colonne di commento dei giornali nonché dentro l'aula stessa del tribunale.
Per un cavillo, il giudice non aveva notificato loro quali fossero i presunti passaggi osceni, si era difatti rifiutato di leggerlo, furono assolti e nel gennaio del 1878 il verdetto venne annullato; il pubblico ministero decise di non riavviare la procedura. Allo stesso tempo Annie e Bradlaugh ritirano il libro dal catalogo e lo sostituirono con un testo che nel frattempo la stessa Annie aveva scritto: The Law of Population. Il processo tuttavia in ultima analisi ebbe come risultato quello di dividere la "National Secular Society"; coloro che considerarono che i due si fossero spinti troppo a sinistra fondarono il movimento "British Secular Society".

#### Prosecuzione della lotta
Annie persistette nel suo impegno per il controllo delle nascite. Si unì alla "Lega malthusiana" (che propagava le idee del Malthusianesimo) e ne divenne rapidamente segretario; nell'ottobre del 1877 aveva già fatto pubblicare un saggio su questo argomento, Law of Population: Its Consequences, and Its Bearing upon Human Conduct and Morals, che vendette 40 000 copie in tre anni. Uno dei suoi argomenti era la situazione presente nel subcontinente indiano; la crescita esponenziale della popolazione a causa delle migliori condizioni di vita non riuscì ad essere controllata con la conseguenza che la carestia si moltiplicò.
Tra l'altro ricordò che l'anno con le peggiori carestie (il 1876), con mezzo milione di morti, era stato anche l'anno in cui Benjamin Disraeli aveva dichiarato la regina Vittoria del Regno Unito imperatrice dell'India; la politica rimase sempre presente nelle sue riflessioni. Descrisse in seguito molto chiaramente gli anticoncezionali artificiali, seppur condannando l'aborto, che secondo lei rimaneva un crimine e il celibato, in quanto "innaturale".
Il rapporto professionale con Bradlaugh divenne nel corso di quel periodo sempre più stretto. Abitavano nello stesso quartiere e trascorrevano la loro giornata di lavoro nell'ufficio di Annie; spesso cenarono insieme, ma lui se ne tornava a casa ogni sera. La loro vicinanza consentì tuttavia, soprattutto da quando divennero delle celebrità grazie al processo, lo sviluppo di una campagna fondata solo su pettegolezzi; tutti i loro amici comuni, come Moncure Daniel Conway, testimoniarono più tardi che la loro reciproca relazione rimase sempre casta. Vi sono anche prove del fatto che la propria esperienza coniugale infelice abbia sicuramente disgustato Annie della vita sessuale in genere.
Proseguì le sue conferenze venendo accolta da eroina e quasi adorata. Il 4 agosto del 1877 a Northampton una giovane donna le baciò l'orlo della veste; il suo pubblico crebbe sempre di più e si diversificò anche politicamente e socialmente; iniziò allora ad allargare i propri discorsi, in aggiunta al secolarismo e alla contraccezione, con un'opposizione all'imperialismo e schierandosi a favore del pacifismo, della giustizia sociale e della fraternità.

#### Perdita della custodia dei figli
Lo scoppio dello scandalo costò ad Annie la custodia dei figli; il marito fu in grado di persuadere la corte che lei non fosse in grado di prendersi la dovuta cura di loro, con la conclusione che vennero affidati permanentemente a Frank.
Le conferenze, le pubblicazioni, il processo e le voci circa una presunta relazione tra Annie e Charles Bradlaugh offrirono a Frank Besant il pretesto per rivolgersi nel maggio del 1878 al tribunale per riottenere la custodia della figlia Mabel. Annie e Bradlaugh decisero ancora una volta di usare il procedimento per far progredire la causa del femminismo e del libero pensiero.

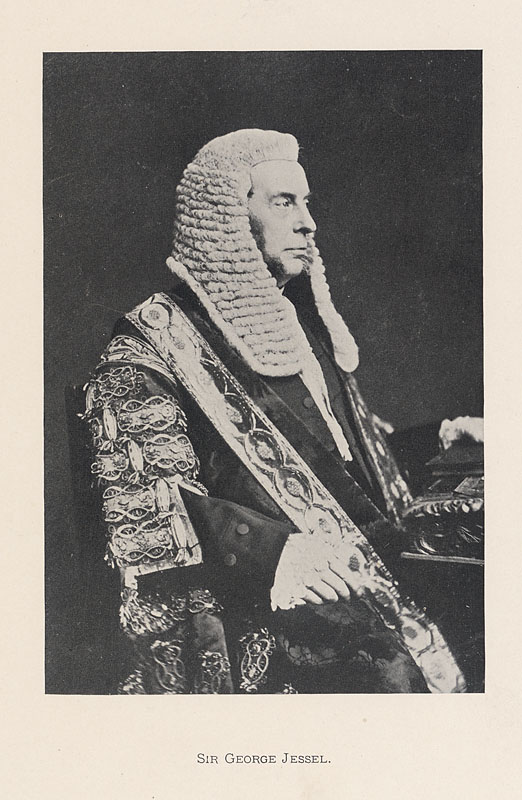
Il giudice Sir George Jessel.

Inoltre, le decisioni del tribunale risultarono essere assai importanti, in quanto questa causa fu la prima da quando la nuova legge sulla custodia dei figli venne promulgata nel 1873; essa avrebbe fatto giurisprudenza. Il processo venne condotto da George Jessel, il "Master of the Rolls"; fin dall'inizio si dimostrò ostile ad Annie: considerò "improprio" che una "signora" si difendesse da sola, senza cioè farsi rappresentare da un uomo, e, soprattutto, non gli piacque affatto la pubblicità che ella volle dare al caso.
Il dibattito fece deviare l'attenzione, in primo luogo, sulla questione del suo atteggiamento nei confronti della religione e sulla sua capacità di allevare una giovane ragazza alla luce del "processo Knowlton" e del suo libro The Law of Population (1877). Annie si difese dicendo che non aveva mai avuto l'intenzione di spiegare ad un bambino come limitare le nascite e che, se avesse potuto, avrebbe voluto esonerare la figlia dalle lezioni di religione a scuola e farle leggere la Bibbia solo quando fosse stata abbastanza grande per capirne l'autentico significato.
Fece inoltre rilevare l'ambiguità della legge: se non fosse stata sposata con Frank Besant, i bambini sarebbero stati affidati solo a lei; ma siccome invece era sposata, i bambini appartenevano a loro padre. Concluse dicendo che una donna sposata perde tutti i propri diritti come madre, quando invece una concubina li conserva.
Il giudice Jessel stabilì tra l'altro che, proprio come prima della legge del 1873, legalmente il padre aveva la custodia dei suoi figli; Annie, non solo aveva scelto di ignorare la religione, ma anche di fare questa scelta pubblicamente; che privare Mabel di un'educazione religiosa era riprovevole e detestabile; infine, il contenuto del libro "osceno," The Fruits of Philosophy, rifletteva la vera personalità di Annie e che nessuna donna degna di questo nome avrebbe mai dovuto fare la sua conoscenza. Conseguentemente ritirò immediatamente Mabel dalla custodia materna; al di là del verdetto legale vi fu una stigmatizzazione che fece cadere Annie nella classe dei paria: nessuna donna degna di questo nome avrebbe più potuto frequentarla.
Mabel fu immediatamente allontanata dalla madre. Frank Besant riuscì anche ad ottenere un'ingiunzione che impediva alla moglie di avvicinarsi alla bambina; ciò le procurò un altro esaurimento nervoso facendole trascorrere diverse settimane a letto con la febbre, a volte delirante. Ma appena si fu rimessa si rilanciò con rinnovato vigore nel lavoro. Nel 1897 preparò un lungo articolo per National Reformer sulla necessità di riforme politiche nell'impero anglo-indiano e contro la Seconda guerra anglo-afghana: England, India and Afghanistan; A Plea for the Weak against the Strong.
Decise inoltre di iscriversi presso l'University College di Londra per costringerlo a far cambiare i propri statuti e permettere così l'ingresso anche alle donne; da allora in avanti si propose inoltre di difendere meglio i propri interessi e quelli di tutte le donne.
Annie perse l'appello l'anno seguente; fu in questo momento che venne redatto l'affidavit che accusava il marito di essere violento. Lui non negò, ma neanche ammise le accuse; Annie non riacquistò mai più la custodia della figlia. Non fu in grado di vedere i propri figli per tutto il decennio successivo; questi non videro però molto neanche il padre in quanto li mise in collegio. Infine Annie non riuscì neanche ad ottenere il divorzio e rimase sposata con Frank Besant fino alla morte di quest'ultimo avvenuta nel 1917.

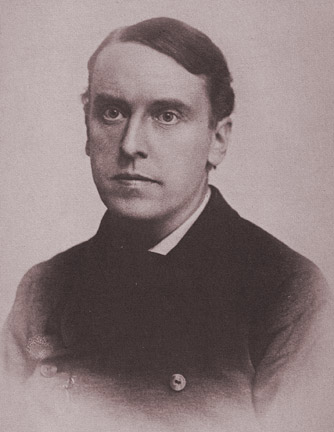
Edward Aveling nel 1880.

### Studentessa ed educatrice
Per poter sperare di superare l'esame di ammissione presso l'University College Annie dovette prendere lezioni private; le sue insegnanti di scienze, figlie di Charles Bradlaugh Ipazia e Alice, decisero di presentarle un amico di college del padre, Edward Aveling. Rapidamente condivise la sua passione per la scienza e abbandonò il suo piano precedente di studiare legge. L'influenza risultò essere reciproca: Aveling insistette per tutta la vita sulla rispettosa e profonda ammirazione che sentiva per Annie.
Aveling scriveva per il National Reformer sotto pseudonimo fino a quando non si decise nel 1879, influenzato in questo dalla sua allieva, a firmare con il proprio nome i propri articoli e di dichiararsi apertamente un sostenitore del laicismo. Divenne ben presto uno dei principali oratori alle conferenze della National Secular Society (NSS), fino a quando, nel maggio del 1880 non venne eletto vice presidente; ma il suo impegno laicista gli causò qualche difficoltà al King's College di Londra, dove insegnava botanica.
La "Freethought Publishing Company" di Annie e Bradlaugh lo indusse a creare a South Kensington la "Hall of Science", dove la NSS organizzò un programma di educazione popolare. Annie, insieme alle sorelle Bradlaugh, studiò e, contemporaneamente, vi insegnò con Aveling; Annie prese il corso di fisiologia, Ipazia quello di matematica e Alice quello di lingua francese. In parallelo le tre donne vennero ammesse senza problemi all'"University College" e qui si distinsero subito ricevendo il massimo dei voti. Annie eccelleva in chimica, matematica, meccanica, botanica, biologia e fisiologia animale. Tuttavia, al fine di non scioccare i generosi donatori, l'università fu attenta non rivelare il nome di Annie sulle liste pubbliche di ammissione.
I risultati dei corsi della "Hall Science" furono tali che nel 1881 il Parlamento del Regno Unito concesso loro il finanziamento per continuare il lavoro di educazione, nonostante l'opposizione di alcuni membri a causa del palese secolarismo dei professori.
Alla fine degli anni ottanta studiò presso l'istituto letterario e scientifico di Birkbeck, Università di Londra, dove le sue attività religiose e politiche provocarono allarme. Ad un certo punto gli amministratori dell'istituzione cercarono di negarle la pubblicazione dei risultati degli esami.

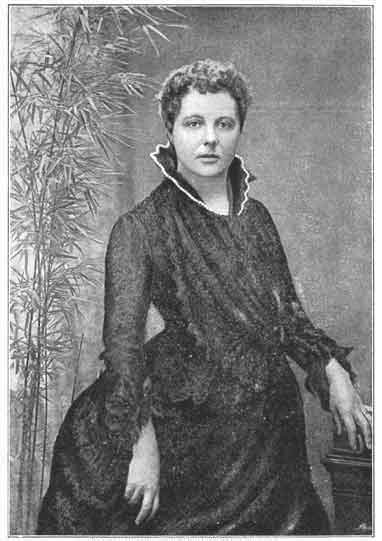
Annie nel 1885.

### Attivismo politico e difesa della libertà di pensiero
Il 10 febbraio del 1880 Annie e Charles Bradlaugh organizzarono una conferenza sulla riforma agraria con Edward Aveling, Stewart Headlam, Joseph Arch e numerosi rappresentanti della Trades Union Congress. La discussione si allargò rapidamente alle condizioni di vita delle classi lavoratrici rurali e urbane e alla necessità di giustizia sociale in generale; l'idea avanzata nei giorni precedenti la riunione fu quella di ridistribuire i vasti giardini della nobiltà per rendere il Paese una nazione di piccoli proprietari.
Tuttavia Annie e Bradlaugh finirono con l'essere sopraffatti dal "London Trades Council", il quale reclamò la nazionalizzazione della terra assieme ai delegati dell'"Irish Land League" di Michael Davitt, esponente del Fenianismo e della Fratellanza Repubblicana Irlandese; Davitt nel suo discorso criticò violentemente la Camera dei Comuni. La conferenza decise di creare una "Land League", con un programma moderato sotto la presidenza di Bradlaugh. Annie fu eletta vicepresidente.
Le prospettive politiche di Charles Bradlaugh non vennero danneggiate dallo scandalo causato dalla pubblicazione del libro di Charles Knowlton riuscendo, nel 1880, ad essere eletto parlamentare a Northampton. Tuttavia, in occasione dell'apertura della sessione sorse un problema: tutti i nuovi membri del Parlamento dovevano giurare fedeltà alla Corona britannica includendovi anche la frase: "Con l'aiuto di Dio". Si trattava di un giuramento fondato sul "monoteismo" adottato nel 1866 per consentire anche agli ebrei di venire eletti. Il presidente Henry Brand, I visconte Hampden mise in dubbio l'effettivo valore di un giuramento proclamato da un ateo dichiarato e viscerale; quando venne annunciato a Bradlaugh che non sarebbe stato autorizzato a prendere giuramento, questi si rifiutò di lasciare l'aula dicendo che non si poteva impedire ad un eletto di sedere.
Venne pertanto immediatamente arrestato e rinchiuso nella torre del Big Ben. Annie fece pubblicare un'edizione speciale del National Reformer e un volantino (Law Breakers and Law Makers legge Breakers) chiedendo che la volontà popolare degli elettori di Northampton, fosse rispettata, ma senza successo. Bradlaugh venne fatto rimuovere dal suo ufficio da parte dei giudici, ma fu immediatamente rieletto dal proprio collegio elettorale e gli incidenti nell'aula parlamentare si ripeterono. Periodicamente le voci circa l'autentico rapporto tra Bradlaugh e Annie e la sua presunta immoralità vennero utilizzati contro di lui.
Una manifestazione di sostegno si tenne a Trafalgar Square il 2 agosto del 1881: Annie si rivolse ad una folla di 15 000 persone. Il giorno seguente, accompagnata da un folto gruppo di sostenitori presentò una petizione in suo favore, Bradlaugh cercò di ottemperare al giuramento; ma l'ingresso alla Camera gli fu negato con la forza e ad Annie venne impedito l'accesso alle gallerie pubbliche. La folla allora cominciò a minacciare di forzare il passaggio ed Annie si ritrovò costretta a trattenerla. Infine Bradlaugh, dopo tre nuove vittorie elettorali e una riforma del funzionamento del Parlamento del Regno Unito, riuscì finalmente a sedersi al suo posto nel 1886.
Molti cristiani rimasero sconvolti dalla professione atea di Charles, ma altri, come l'esponente del Partito Liberale William Ewart Gladstone parlarono a favore della libertà di religione. Ci vollero più di sei anni prima che la questione venisse definitivamente risolta a favore di Charles, dopo una serie di elezioni secondarie e apparizioni giudiziarie.
Mentre i problemi politici e giuridici di Bradlaugh proseguivano, Annie continuò il lavoro a favore del libero pensiero. Nell'agosto del 1880 si recò a Bruxelles al "primo congresso dell'Internazionale del libero pensiero", dove venne eletta vicepresidente. Fu in quest'occasione che incontrò Friedrich Büchner, un esponente del monismo; egli sosteneva che tutti, materialmente e spiritualmente, derivavano da un'unica fonte, la materia. I due divennero rapidamente amici ed ebbero una corrispondenza durata per molti anni; Annie si impegnò a tradurre in lingua inglese le sue opere principali.
Il 6 marzo del 1881 parlò all'apertura della nuova sessione della "Leicester Secular Society" nella "Leicester Secular Hall" in Humberstone Gate a Leicester. Gli altri relatori furono George Holyoake, la libera pensatrice, Harriet Law e Bradlaugh.
Nella primavera del 1883 Annie non poté rinnovare la propria iscrizione presso l'University College, questo a causa della "cattiva influenza" che si presumeva avesse sui compagni di classe. Anche Thomas Henry Huxley, uno dei suoi mentori, non contrastò la sua cacciata; questo non per motivi strettamente religiosi, bensì per ragioni eminentemente morali: il "libero pensiero" non poteva difatti significare altro che "amore libero"!
La soprintendente non mancò di ricordare ad Annie le parole del giudice George Jessel, anch'egli membro del College; Alice Bradlaugh fu anch'ella espulsa. Edward Aveling promosse una petizione con l'intento di difendere le due donne; diede anche il via ad una campagna stampa, ma senza alcun successo. Gli avversari della "legge in materia di malattie contagiose", eufemismo per indicare le malattie sessualmente trasmissibili, gli dissero di non aver alcun bisogno di supporto da parte sua; il segretario del giardino botanico di Regent's Park gli negò l'accesso, ad eccezione che all'alba. Infine, anche la sua famiglia subì le conseguenze di questi attacchi: Aveling perse definitivamente la sua posizione di consulente presso il "Royal London Hospital".
Nel frattempo Annie instaurò sempre più stretti legami con gli esponenti irlandesi della Devoluzione sostenendoli nei loro articoli giornalistici durante quelli che vennero considerati anni cruciali, quando cioè i nazionalisti irlandesi stavano formando un'alleanza con i liberali e i radicali. Annie incontrò i leader del movimento irlandese "Irish Home Rulers"; in particolare conobbe Michael Davitt il quale avrebbe voluto mobilitare i contadini irlandesi tramite una guerriglia sul territorio, una lotta diretta contro i proprietari terrieri inglesi. Annie parlò e scrisse a favore di Davitt e della sua Lega molte volte nei decenni successivi.
Tuttavia l'intenso lavoro parlamentare di Charles lo alienò gradualmente da Annie; le donne non potevano partecipare direttamente alla politica nazionale, così Annie cercò un vero e proprio sbocco politico, dove le sue notevoli capacità di oratrice, scrittrice e organizzatrice avrebbero potuto portare ad un qualche risultato positivo.

### Socialismo e fabianesimo

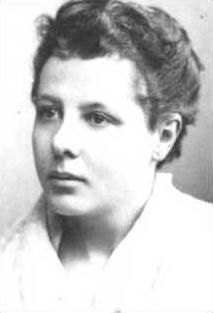
Annie negli anni ottanta.

#### Primi contatti
Nel frattempo Edward Aveling pensò di tradurre le prime opere di Karl Marx in lingua inglese ed alla fine stabilì una convivenza con Eleanor Marx, la figlia del filosofo. Ciò ebbe una grande influenza sul pensiero politico e sociale di Annie la quale sostenne il suo lavoro, ma proprio in quel lasso di tempo iniziò a dirigere le proprie attenzioni verso i rivali Fabiani. Aveling e Eleonor entrarono a far parte della "Social Democratic Federation" (SDF) e successivamente della "Socialist League", il socialismo rivoluzionario, un piccolo gruppo di scissionisti del marxismo che si formò intorno alla figura dell'artista William Morris.
Sembrò che Morris abbia giocato un ruolo importante nella conversione di Annie al marxismo, ma è stato allo SDF e non alla sua Lega che ella si rivolse nel 1888. Ne rimase un membro attivo per qualche anno divenendo uno dei suoi migliori relatori. Allora era ancora membro della "Fabian Society"; né lei né altri sembrarono pensare ai due movimenti come incompatibili.

#### Una lenta conversione
Per Annie, politica, amicizia e amore furono sempre strettamente intrecciati. La sua scelta decisa a favore del socialismo avvenne attraverso una stretta relazione intercorsa con George Bernard Shaw, allora giovane scrittore irlandese in difficoltà finanziarie a Londra ma già sostenitore del fabianesimo. Annie rimase notevolmente impressionata dal suo lavoro e gli rimase molto vicino a partire dai primi anni 1880. Quando Annie fece la prima mossa invitando Shaw a venire a vivere da lei questi rifiutò, ma al contempo la presentò alla "Fabian Society"; un'associazione di persone che cercavano di esplorare alternative spirituali, piuttosto che politiche, al sistema del capitalismo.

#### Fabianesimo
Annie cominciò a scrivere per la Società; questo nuovo impegno, assieme al rapporto con Shaw, accrebbe la divisione con Bradlaugh il quale si considerava un fautore dell'individualismo e quindi in aperta opposizione a qualsiasi forma di socialismo. Mentre egli difendeva la libertà di parola a tutti i costi, rimaneva molto cauto nell'incoraggiare la militanza della classe operaia.

### Domenica di sangue
Il problema della disoccupazione fu una delle questioni centrali di quegli anni, e, nel 1887 alcuni londinesi, privi di lavoro, iniziarono a protestare davanti a Trafalgar Square; Annie accettò di apparire come relatrice in una riunione programmata per il 13 novembre 1887: la polizia cercò di impedire l'assembramento ma, non riuscendovi, chiamò in soccorso le truppe armate. Vi furono innumerevoli feriti, un uomo morì e vennero arrestate centinaia di persone; Annie cercò provocatoriamente di farsi arrestare, ma fu invece completamente ignorata.

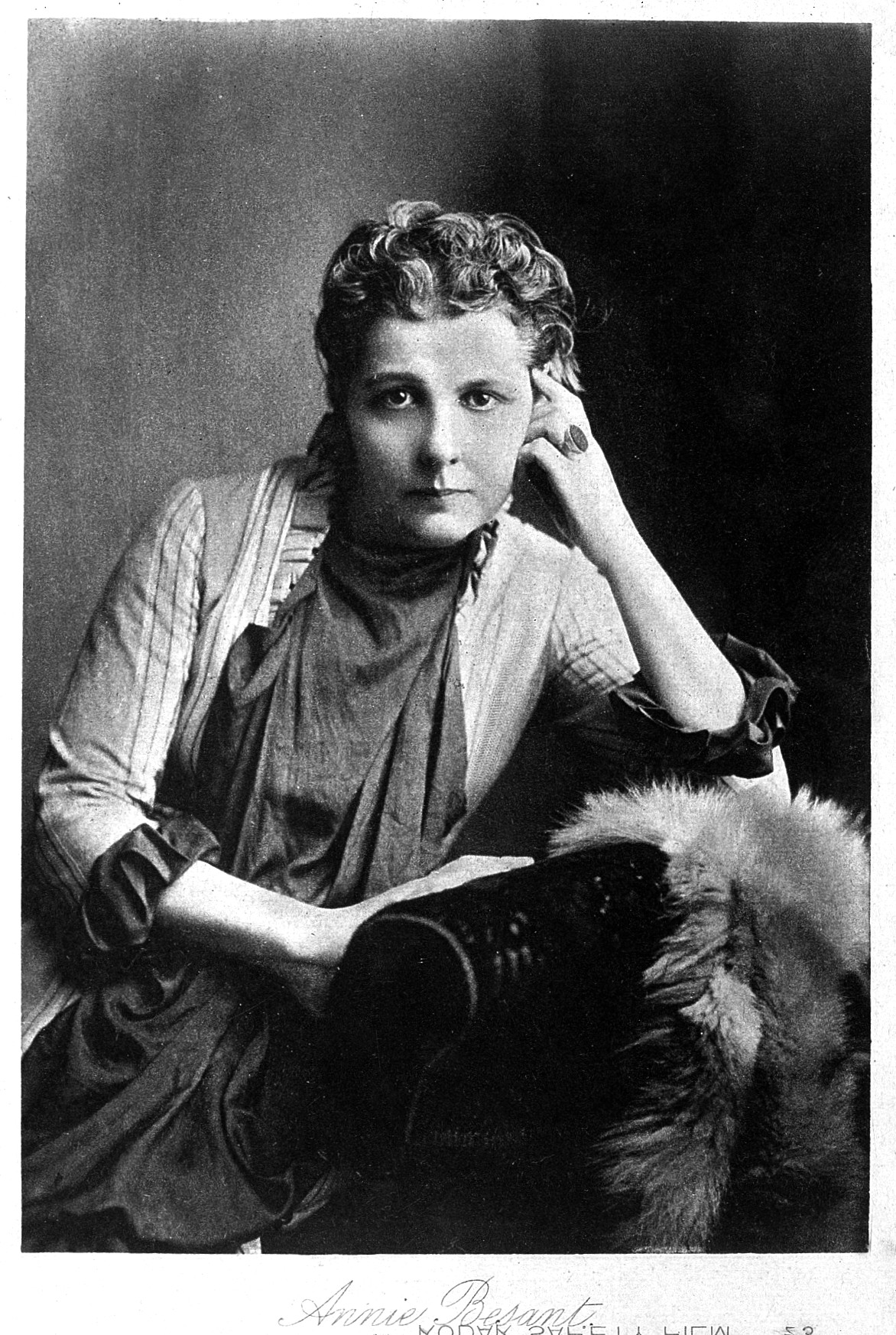
Annie nel 1888.

Gli eventi crearono grande sensazione e divennero noti come "Domenica di sangue". Dopo essere stata accreditata come uno dei principali promotori degli scontri, si gettò nell'impresa di organizzare un valido sostegno legale per i lavoratori imprigionati e per le loro famiglie. Bradlaugh si trovò infine costretto ad interrompere tutti i rapporti con lei in quanto ritenne che avrebbe invece dovuto chiedere il suo consiglio prima di intraprendere questa nuova iniziativa.

### Sciopero delle fiammiferaie
Un'altra sua attività del tempo fu il suo coinvolgimento nello sciopero delle fiammiferaie londinesi nel 1888, una battaglia intrapresa dal movimento operaio dell'attivista Herbert Burrows; Burrows aveva contattato le lavoratrici della fabbrica di fiammiferi di Bow (Londra), principalmente giovani donne proletarie. Molte di loro erano state colpite da una malattia professionale, l'osteonecrosi della mascella, causata dalle sostanze chimiche utilizzate nella fabbricazione manifatturiera.
Annie incontrò le donne ed istituì un comitato che condusse ad uno sciopero per chiedere una migliore contribuzione e condizioni lavorative più sicure; fu un'azione che incontrò il favore dell'opinione pubblica. Le dimostrazioni guidate da Annie furono applaudite ed incoraggiate per le strade e ben presto anche ministri di primo piano concessero il loro appoggio; in poco più di una settimana l'azienda venne costretta a migliorare la busta paga e ad accettare anche tutte le condizioni annesse. Portata a termine con successo la lotta, Annie aiutò le donne a creare un sindacato ed un centro sociale.
All'epoca l'industria manifatturiera dei fiammiferi costituiva una lobby molto potente, dal momento che la luce elettrica non era ancora ampiamente disponibile e gli zolfanelli rappresentavano una merce essenziale; nel 1872 i lobbysti dell'industria avevano persuaso il governo britannico a cambiare la politica fiscale prevista. Quella di Annie fu la prima campagna a sfidare apertamente e con successo gli industriali del fiammifero su un tema importante come le condizioni di sicurezza delle operaie: ciò venne vissuto come una vittoria storica dei primi anni del socialismo britannico.

### Elezione locale
Poco dopo l'adesione al marxismo Annie venne eletta alla "London School Board" nel 1888. Alle donne in quel periodo non era ancora permesso di partecipare attivamente alla vita politica parlamentare, ma era stato concesso loro di far parte dell'elettorato locale già nel 1881.
Annie si presentò alle riunioni con un nastro rosso intrecciato tra i capelli: il suo manifesto proclamava: "mai più figli affamati". Riuscì a combinare assieme i propri principi socialisti con il femminismo: "chiedo agli elettori di votare per me e i non elettori a lavorare per me perché le donne sono chiamate al Board e ve ne sono troppo poche candidate". Annie risultò in cima al sondaggio d'opinione nel collegio ellettorale del Borough di Tower Hamlets, con oltre 15 000 voti. Scrisse nel "National Reformer": "dieci anni fa, per colpa di una legge avversa e crudele, il fanatismo cristiano mi ha derubato dei figli ancora piccoli. Ora la cura dei 763 680 bambini di Londra viene posta in parte anche nelle mie mani".
Annie fu anche coinvolta nel "London Dock Strike" del 1889, in cui i portuali impiegati di giorno vennero guidati in uno sciopero da Benjamin Tillett. Annie aiutò Tillett ad elaborare le regole del sindacato e giocò un ruolo importante nelle riunioni e nei fermenti che condussero alla creazione del gruppo; parlò a favore dei portuali in varie assemblee pubbliche e giunse a far loro pubblicità agli angoli delle strade. Proprio come le fiammiferaie così anche i portuali riuscirono ad ottenere il sostegno pubblico e lo sciopero risultò un successo.

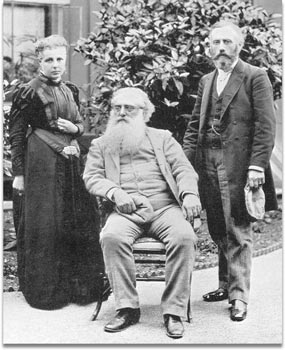
Annie, Henry Steel Olcott e l'occultista William Quan Judge a Londra nel 1891.

## Approdo alla Teosofia
Annie si pose fin dall'infanzia domande spirituali; ma le risposte che ricevette non la soddisfecero. Fu particolarmente difficile per lei accettare i dogmi, così come l'idea di punizione eterna senza alcuna possibilità di riscatto e gli eccessi dell'ipocrisia e del patriarcato. Tuttavia ebbe anche una certa difficoltà a concepire una morale in quanto regola di condotta priva di alcun reale fondamento. Allo stesso modo cominciò a prendere in considerazione che, se l'ateismo le aveva portato la pace grazie alla rimozione di un Dio ingiusto, esso non fu tuttavia la risposta definitiva alle sue domande.
I legami tra l'editore William Thomas Stead e Annie all'epoca della "Domenica di sangue" ebbero per lei anche un'altra conseguenza; il giornalista aveva difatti lo stesso tipo di domande spirituali: creò anche una Chiesa che avrebbe dovuto rigenerare il cristianesimo.
Nel 1889 Stead chiede ad Annie di preparare una recensione per la Pall Mall Gazette su La Dottrina Segreta, un libro di Helena Blavatsky. Dopo averlo letto tutto d'un fiato cercò di ottenere un'intervista con la sua autrice e riuscì ad incontrare Blavatsky a Parigi; in questo modo fu convertita alla teosofia.
Si stupì di aver trovato la risposta a tutte le domande metafisiche e spirituali che la tormentavano fin dalla giovinezza. La Teosofia, ispirata alla filosofia orientale, riteneva che tutte le religioni fossero solamente delle variazioni di una primordiale saggezza universale; sembrò proprio rappresentare quella "Verità" di cui Annie aveva sempre avuto bisogno. Incontrando Blavatsky rimase colpita, suo malgrado, dalla vasta cultura di questa donna di oltre un quintale di peso e che si muoveva grazie ad una sedia a rotelle.
Le lesse le sue recensioni alla teosofia e Madame Blavatsky dichiarò che erano migliori di tutte le critiche che le erano state inviate nel corso della sua lunga carriera; Annie si proclamò apertamente teosofa e divenne un membro della Società teosofica, una mossa che la allontanò definitivamente da Charles e da altri ex collaboratori nell'impegno sociale e nell'attivismo politico.

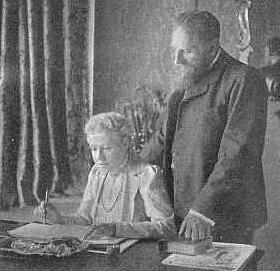
Annie e Charles Webster Leadbeater (vescovo del vetero-cattolicesimo) a Londra nel 1901.

I suoi amici, che divenne ben presto i suoi ex amici, rimasero letteralmente inorriditi: Charles Bradlaugh innanzitutto, anche se si erano già molto allontanati allorquando Annie divenne socialista, ma anche George Bernard Shaw. Sentirono chiaramente che stavano perdendo uno dei collaboratori più convinti del "libero pensiero" e della riforma sociale. In primo luogo lasciò la National Secular Society, la "Fabian Society" e la "London School Board" e, infine, anche la "Federazione socialdemocratica".
Eppure lei non abbandonò immediatamente la lotta politica: nel suo primo articolo da teosofa, "Practical Work for Theosophists", suggerì ai membri della Società di acquistare azioni di società che sfruttavano i lavoratori, al fine di prenderne il controllo e così poterle riformare. Inoltre fondò nel 1891 una "Lega dei lavoratori teosofi". Si dedicò anima e corpo alle sue lezioni di teosofia fino a diventare rapidamente una delle principali animatrici e leader: trasformò la sua casa in un luogo di riunioni teosofiche.
Il percorso intellettuale di Annie rimase sempre coinvolto in una dimensione anche spirituale, una ricerca di trasformazione dell'intera persona. Mentre il suo interesse per la teosofia si approfondì, permise che la propria adesione al fabianesimo via via svanisse, fino a scomparire del tutto entro il 1890, e che si interrompessero i suoi legami con il marxismo.
Nella sua autobiografia Annie fa seguire il capitolo intitolato "Socialismo a Attraverso la tempesta verso la pace", la pacificazione ben rappresentata per lei dalla teosofia; nel 1888 si descrive come una "marciatrice verso la teosofia", che si sarebbe rivelata col tempo essere la sua maggior gioia e gloria ottenuta nella vita, Annie cominciò a trovare il lato economico della vita come essenzialmente mancante di una necessaria dimensione spirituale, cercò quindi una fede fondamentalmente basata sull'"Amore".
Nel 1890 i suoi due figli, Digby ventunenne e Mabel Besant-Scott diciannovenne si unirono a lei come ella sperava, non appena divennero abbastanza grandi per decidere da soli del loro destino al di fuori dell'autorità paterna.
Nel 1891, quando Helena Blavatsky morì, Annie era oramai diventata una delle figure leader della teosofia; assunse la carica della Società per l'Europa e l'India. Nel 1893, dopo aver partecipato al "Parlamento Mondiale delle Religioni alla Fiera Colombiana di Chicago, si recò per la prima volta a visitare l'impero anglo-indiano. Affermò in seguito di aver finalmente trovato la propria casa spirituale e prese l'abitudine di vestirsi da indiana.
Dopo aver lasciato il Regno Unito Annie dedicò una gran parte delle sue energie, non solo alla "Società", ma anche alla libertà e al progresso dell'India; "Besant Nagar", un quartiere vicino alla sede indiana della "Società", è stato dedicato alla sua memoria. A seguito del sorgere di una controversia la sezione teosofica statunitense si separò per divenire un'organizzazione indipendente. La società originaria, quella guidata da Henry Steel Olcott e Annie, ha oggi la sua sede a Chennai ed è conosciuta come la "Theosophical Society Adyar".

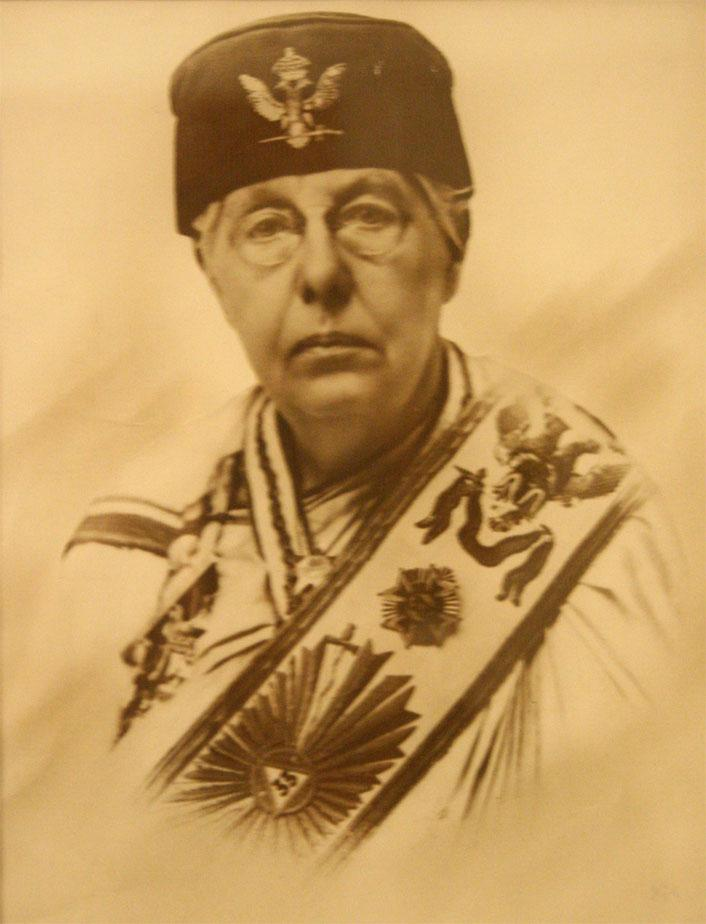
Annie in paramenti massonici del 33º grado del Rito scozzese antico ed accettato.

### Ingresso nella Co-Massoneria
Annie vide la libera massoneria, in particolare la Co-Massoneria (un ramo separato del Rito scozzese antico ed accettato aperto anche a membri femminili), come un'estensione del suo interesse verso i diritti delle donne e in vista di una maggiore fratellanza umana; intese la Co-Massoneria come un "movimento che ha praticato una vera fratellanza in cui le donne e gli uomini lavoravano fianco a fianco per la perfezione dell'umanità. Ho immediatamente voluto essere ammessa in questa organizzazione".
Nel 1893 fu uno dei fondatori, assieme a Maria Deraismes, dell'Ordine Massonico Misto Internazionale Le Droit Humain, il primo Ordine ad ammettere le donne in massoneria con pari dignità degli uomini. In divisa massonica parteciperà alla manifestazione delle suffragette indetta il 17 giugno del 1911 nel momento della cerimonia d'incoronazione di Giorgio V del Regno Unito. Raggiunse il 33º ed ultimo grado del Rito scozzese antico ed accettato.
La teosofa Francesca Arundale, che accompagnò Annie a Parigi insieme a sei altri loro amici, testimonia che: "tutti furono iniziati, promossi e saliti attraverso i primi tre gradi e Annie tornò in Inghilterra portando con sé un "Certificato d'affiliazione"; fondò lì la prima loggia massonica de Le Droit Humain in Inghilterra. Annie divenne successivamente una delle più importanti dirigenti e rappresentò un'influenza rilevante nella crescita internazionale dell'ordine.
Nel 1912 fonderà, insieme a Marie Russak e James Wedgwood, l'Ordine Mistico del Tempio della Rosacroce; ma fu anche affiliata all'obbedienza massonica della Prima gran loggia d'Inghilterra, un caso del tutto eccezionale poiché in essa le donne non potevano essere ammesse.

### Presidentessa della Società Teosofica
Annie incontrò il maestro teosofo nonché teologo Charles Webster Leadbeater a Londra nell'aprile del 1894. Divennero subito degli stretti collaboratori all'interno del movimento teosofico e rimarranno tali per il resto della loro vita. Leadbeater fu un sostenitore della chiaroveggenza ed aiutò Annie a diventarlo anche lei nel corso dell'anno seguente. In una lettera del 25 aprile del 1895 indirizzata a Arundale Leadbeater raccontò di come Annie divenne una chiaroveggente; insieme studiarono gli enigmi dell'universo, della materia, delle diverse forme di pensiero esistenti e della storia dell'umanità. Con lui fu co-autrice di un libro intitolato, "Occult Chemistry (Chimica Occulta)".

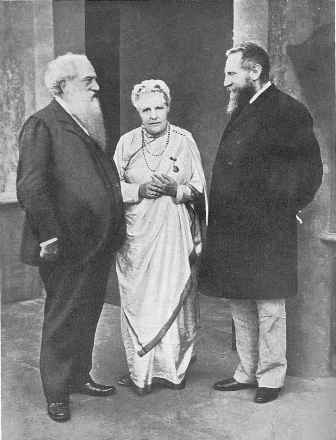
Annie in compagnia di Henry Steel Olcott (a sinistra) e Charles Webster Leadbeater (a destra) a Adyar

Nel 1906 Leadbeater divenne il centro di una controversia assai accesa quando venne reso pubblico che aveva consigliato la pratica della masturbazione ad alcuni ragazzi che avrebbero dovuto rimanere sotto la sua cura ed istruzione spirituale; Leadbeater affermò di aver incoraggiato la pratica con l'intento di mantenere il celibato dei ragazzi, che veniva considerato un prerequisito fondamentale per il loro progresso nel percorso spirituale.
A causa dello scandalo scoppiato offrì di dimettersi dalla Società Teosofica nel 1906, il che gli venne concesso; nel corso dell'anno seguente Annie diventò la presidentessa della Società e nel 1908, col suo sostegno offerto esplicitamente, Leadbeater vi rientrò. Egli dovette affrontare le accuse di aver intrattenuto relazioni di pederastia con i ragazzi, ma nessuna di esse riuscì mai ad essere dimostrata e Annie non lo abbandonò. Costei aveva trovato la Società Teosofica in subbuglio; molti scandali erano infatti stati rivelati dalla stampa, come delle presunte contraffazioni o la moralità di alcuni suoi membri messa in dubbio; lei lottò per ripristinare la reputazione della Società.
Fino all'elezione di Annie alla presidenza della Società, avvenuta nel 1907 alla morte di Henry Steel Olcott e a cui venne sempre rieletta fino alla fine, essa ebbe come uno dei suoi punti centrali lo studio del buddhismo Theravada così come veniva applicato nell'isola di Ceylon, là dove il colonnello Olcott fece la maggior parte delle sue esperienze religiose. Sotto la guida di Annie si rivolse una maggiore attenzione nei confronti di Āryāvarta - come ella chiamava l'India centrale - così come sull'esoterismo di matrice cristiana. Stabilì il quartier generale della Società ad Adyar, vicino a Chennai.
Helena Blavatsky ebbe a dichiarare nel 1889 che lo scopo principale a cui avrebbe dovuto prefiggersi la Società era quello di preparare l'umanità per la prossima accoglienza di un "portatore di luce di Verità", l'emissario di una nascente gerarchia spirituale la quale, secondo i teosofi, avrebbe dovuto guidare l'ulteriore evoluzione dell'umanità.
Questo venne ripetuto da Annie già nel 1896; ella credette fermamente all'imminente apparizione dell'emissario, identificato dai teosofi come il cosiddetto "Grande Maestro Mondiale" (Lord Maitreya).

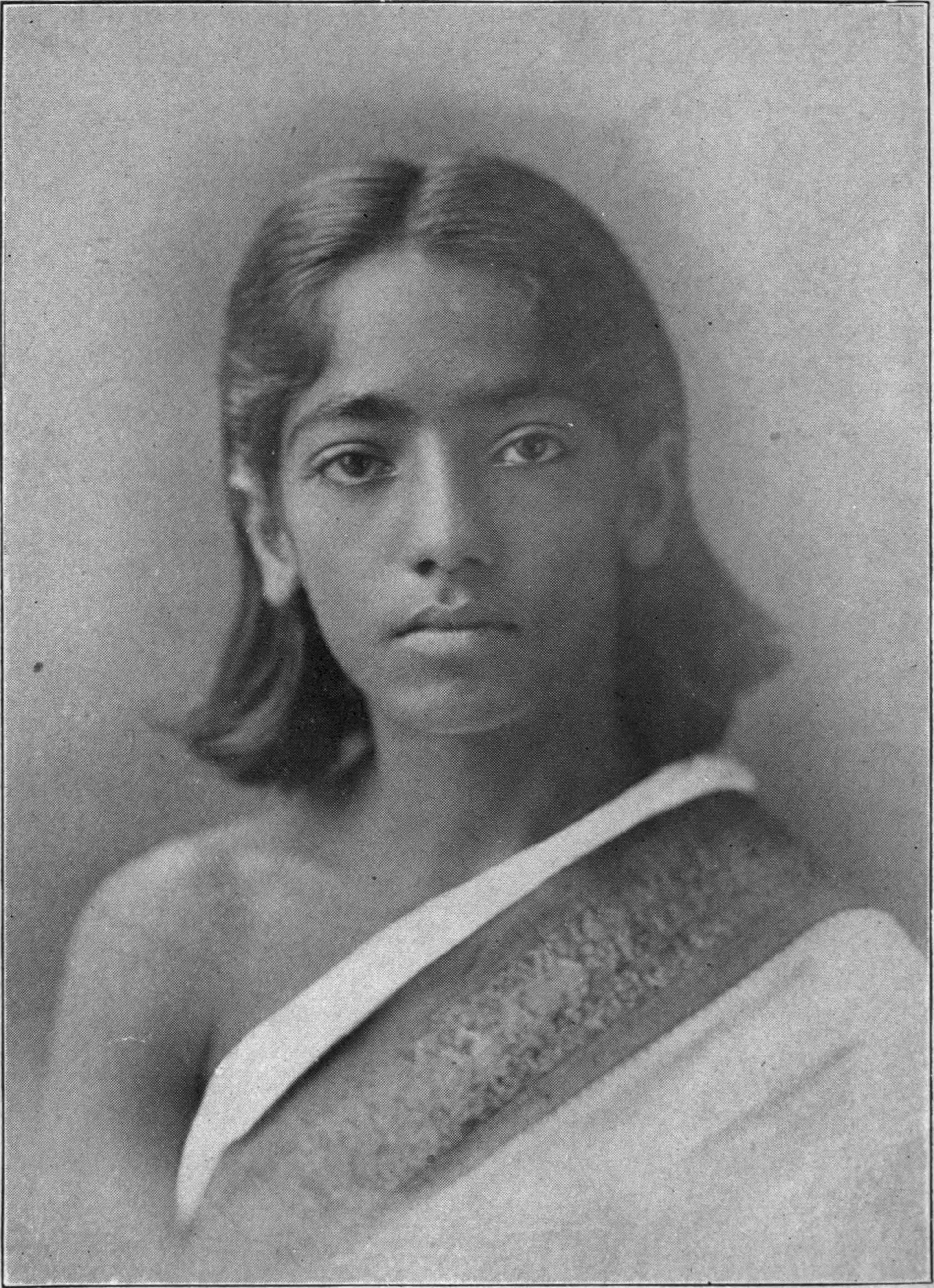
Jiddu Krishnamurti nel 1910.

### "World Teacher project"
Nel 1909, poco dopo l'assunzione della presidenza da parte di Annie, Charles Webster Leadbeater "scoprì" l'allora quattordicenne Jiddu Krishnamurti (1895-1986), originario di Madanapalle nell'Andhra Pradesh. Il ragazzo allora viveva assieme al padre e al fratello nei pressi della sede della Società teosofica a Adyar, dichiarandolo il probabile "veicolo" del previsto "Maestro mondiale". Annie vide sinceramente in lui una futura "Guida spirituale" (o "Maestro del Mondo") e prese parte attiva nella sua educazione. Anche se Juddu rinunciò alla teosofia nel 1929 non rinnegò mai né la propria madre adottiva né il suo ruolo spirituale.
La presunta veridicità della "scoperta" ricevette una diffusa pubblicità e attrasse persone da tutto il mondo, ma soprattutto teosofi; in quello stesso periodo iniziarono anche anni di sconvolgimenti che contribuirono a dividere la Società con vari scismi dottrinali. A seguito della sua scoperta, Jiddu e suo fratello minore Nityananda ("Nitya") vennero affidati alle cure dei teosofi; il ragazzo venne ampiamente istruito per la sua futura missione di nuovo veicolo vivente del "Maestro mondiale".
Annie divenne presto il tutore legale dei due fratelli con il consenso del padre, molto povero, che non era in grado di prendersi cura di loro. Tuttavia, in seguito, cambiò idea ed intraprese una battaglia legale per recuperare la tutela dei figli, contro la loro stessa volontà. Sin dall'inizio del loro rapporto, Jiddu e Annie svilupparono subito un legame molto stretto ed egli la considerò come una madre surrogata, un ruolo che lei accettò ben felicemente.
Nel 1929, ben vent'anni dopo la sua "scoperta", Jiddu, ormai disincantato nei riguardi del "World Teacher project", rifiutò il ruolo che oramai molti teosofi si attendevano da lui: fece sciogliere l'"Order of the Star in the East" (OSE), un'organizzazione fondata per aiutare il Maestro mondiale nella sua missione, e alla fine abbandonò completamente la Società teosofica e l'intera teosofia.
Trascorse il resto della sua vita viaggiando nel mondo nella sua nuova qualifica di conferenziere non affiliato, divenendo nel tempo ampiamente conosciuto come un autentico pensatore indipendente su temi filosofici, psicologici e spirituali; il suo amore nei confronti di Annie non venne però mai meno, come fu il caso anche dei sentimenti di Annie verso di lui.
Preoccupato per il suo benessere dopo aver dichiarato la propria indipendenza acquistò sei ettari di terreno nelle vicinanze della proprietà della Società, il futuro quartier generale della "Krishnamurti Foundation India".

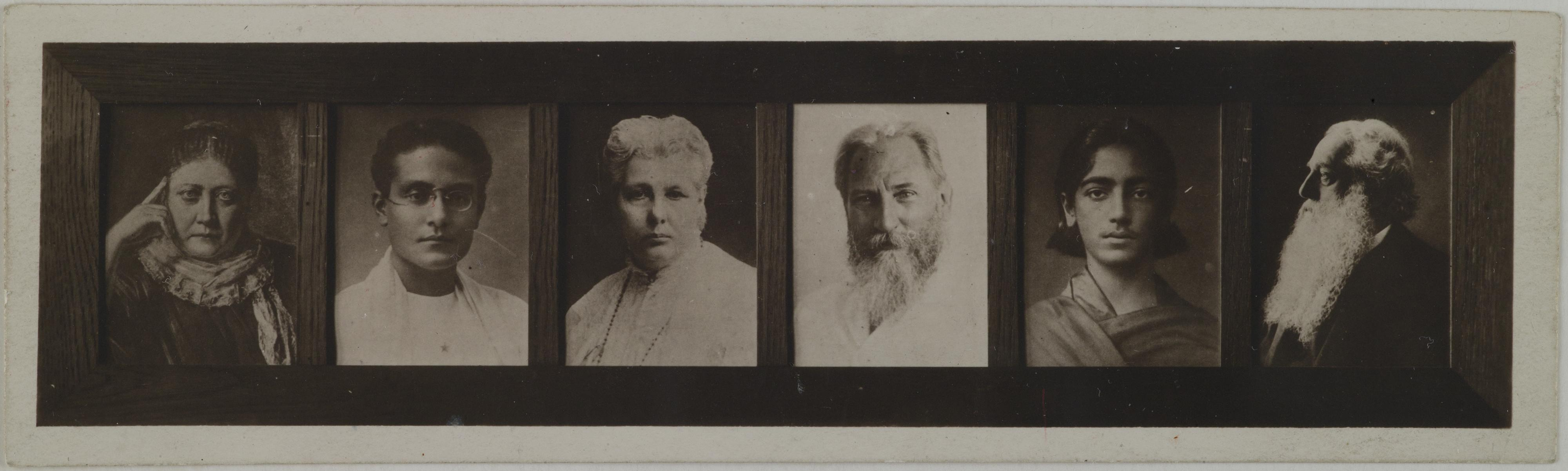
Ritratti dei sei principali esponenti della società teosofica: Helena Blavatsky, Curuppumullage Jinarajadasa, Annie Besant, Charles Webster Leadbeater, Jiddu Krishnamurti e Henry Steel Olcott.

## Movimento per l'autogoverno indiano

### Ritorno alla lotta
Gli interessi di Annie per la causa indiana risalivano a molto tempo addietro. Già nel settembre del 1875 aveva lanciato assieme a Charles Bradlaugh una petizione contro il viaggio del principe di Galles, il futuro Edoardo VII del Regno Unito, nella regione. Per lei infatti si trattava solamente di una manovra politica architettata da Benjamin Disraeli per affermare la causa dell'impero britannico. Annie considerava inoltre la Monarchia e l'Impero due istituzioni ingombranti e soprattutto assai costose: il Parlamento del Regno Unito aveva votato un budget di 42 000 sterline per questo principesco tour.
Le 100 000 firme della petizione vennero raccolte su di un rotolo lungo di più di un chilometro e mezzo, che fu introdotto nella Camera dei Comuni, senza tenerne comunque conto. Durante il viaggio, il principe venne suntuosamente ricevuto, mentre gran parte del Paese stava morendo di fame. Al ritorno del figlio, Vittoria del Regno Unito venne proclamata Imperatrice d'India, per il sommo dispiacere di Annie.
Nel 1879 Annie dimostrò ancora una volta la sua opposizione all'imperialismo così come si stava sviluppando pubblicando sul National Reformer, un suo lungo articolo intitolato, "A Plea for the Weak Against the Strong", in italiano "Un Appello per i Deboli contro i Forti". L'articolo ripeteva le argomentazioni contro la politica coloniale del Partito Liberale di William Ewart Gladstone contro il Partito Conservatore di Disraeli. Vi aggiunse, tuttavia, anche i suoi argomenti umanistici che ricordavano i villaggi bruciati nel nome della presunta pace e della civiltà. Denunciò le accresciute ambizioni puramente materialistiche di conquista. Ricordò che se la missione civilizzatrice doveva esservi veramente, allora questa avrebbe dovuto consistere nel portare gli ideali democratici britannici e l'educazione per condurre la regione all'autonomia. Questo opuscolo venne venduto in diverse migliaia di copie.
Quando il futuro Mahatma Gandhi stava conducendo i propri studi di legge a Londra iniziò ad interessarsi alla nuova cultura dell'India, questo soprattutto grazie ai suoi amici teosofici; fu proprio in una di queste occasioni che incontrò per la prima volta Annie, la quale si era allora appena iscritta alla Società Teosofica. Infine Bradlaugh espresse tutto il suo appoggio politico aiutando anche professionalmente la causa indiana, al punto di essere soprannominato, "Member for India". Vi si recò nel 1889 per partecipare alle riunioni del Congresso Nazionale Indiano, questo, in un momento in cui Annie stava ancora lavorando con lui. Al suo corteo funebre nel 1891 partecipò anche Gandhi.

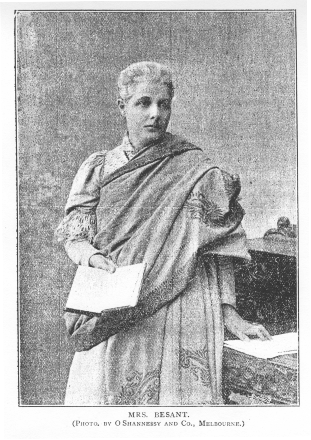
Annie nel 1895.

### Rinascita intellettuale dell'India
Nel 1893 Annie si recò per la prima volta in India, in connessione con i propri interessi teosofici; era già critica nei confronti della situazione politica nella regione. Secondo Helena Blavatsky i Veda costituivano la fonte di ogni sapienza e spiritualità; tuttavia, per lei e per i teosofi, l'induismo nella pratica si era oramai allontanato dalla sua purezza originale, in gran parte a causa della colonizzazione britannica, colpevole di aver importato l'individualismo e il materialismo. Iniziò pertanto a sviluppare una sua personale riflessione nel tentativo di ricondurre l'India in se stessa.
I riformatori anglo-indiani, Allan Octavian Hume e Alfred Percy Sinnett, erano membri di rilievo della Società Teosofica, Società che aveva anche iniziato ad attirare alcuni intellettuali indiani. Durante la sua prima permanenza in terra indiana, Annie pensò nella stessa direzione; per lei l'India era "la madre della spiritualità mondiale, la culla della civiltà". Rigettò la teoria de, "il fardello dell'uomo bianco", stigmatizzata in una poesia tanto cara a Rudyard Kipling. L'India aveva invece per Annie il compito di salvare l'intera civiltà occidentale dal materialismo indossando la "fiaccola della spiritualità". Per lei il giogo politico, economico e morale britannico sulla regione risultava essere soltanto dannoso; ritenne che un tale atteggiamento stesse per disgregare l'India intera.
Nel 1895 Annie si stabilì definitivamente in India e adottò il tradizionale stile di vita, assieme al sari, considerando che fosse assurdo continuare a vestirsi all'occidentale; indossò generalmente il sari bianco, il colore del lutto, questo per onorare la sofferenza della popolazione indiana. A partire da quell'anno, precedendo lo stesso Gandhi, suggerì di preferire i prodotti locali a quelli importati, per sostenere l'economia interna. Queste azioni la posero definitivamente ai margini della comunità anglo-indiana in quanto, dopo i moti indiani del 1857, essa si era ritirata in se stessa all'interno di aree riservate dove continuò a vivere in mezzo alla diffidenza della popolazione locale.
A loro volta i teosofi credettero fermamente che gli indiani fossero uguali ai bianchi. La Società Teosofica accolse sempre tutte le confessioni religiose presenti nel subcontinente indiano, senza fare mai alcuna distinzione tra indù, musulmani, cristiani o sikh. Annie avrebbe voluto anche un'unità spirituale dell'India, nonostante il fatto che le autorità britanniche stessero sfruttando le divisioni religiose presenti per stabilire e consolidare il loro dominio.
Per Annie il primo passo di questo risveglio avrebbe dovuto realizzarsi attraverso l'educazione, prima di tutto delle élite sociali e delle caste superiori, nelle quali vide un esempio per l'intera popolazione. L'idea fu anche quella di separare i ceti medio-alti del Regno Unito per poter ottenere un qualche tipo di vittoria politica iniziale. Annie respinse tuttavia il modello di educazione occidentale il quale poteva portare solo ad un aumento del materialismo, preferendovi i principi teosofici dell'autonomia e dello sviluppo armonioso adattate al ritmo di ogni bambino.
A tal fine fece istituire nel 1898 a Varanasi, una nuova scuola, il "Central Hindu College" (CHC) per ragazzi delle scuole superiori; questo anche con l'aiuto del Maharaja locale Prabhu Narayan Singh, il quale offrì la terra e con i membri dell'alta società indiana che partecipò ai finanziamento. Fino al 1904 vennero accettate solo donazioni fatte da indiani, tra cui quella assai generosa da parte di Motilal Nehrue: tra i suoi allievi vi fu il figlio Jawaharlal Nehru, che si era appena iscritto alla Società teosofica ed Annie presenziò alla sua iniziazione.
Le tasse d'iscrizione risultarono essere assai basse, questo basandosi sui principi teosofici e contando fin da subito molti teosofi di rilievo alla sua dirigenza e nello stesso corpo insegnante; il suo scopo principale fu quello di creare una nuova classe dirigente per l'India. Annie stessa vi insegnò. La scuola organizzava corsi di matematica, scienze, logica, lingua inglese, sanscrito, storia e infine anche storia delle religioni. A partire dal 1908 venne aperto anche agli studenti che non professavano l'induismo.
Gli studenti trascorrevano 90 minuti al giorno in uno stato d'intensa preghiera, ed in seguito studiavano i principali testi religiosi, ma anche la scienza moderna. Ci vollero tre anni per poter accrescere i fondi da riservare alla CHC, la maggior parte dei quali provenienti da facoltosi principi indiani.
Nel 1904 fondò la "Central Hindu Girls’ School" per ragazze delle scuole superiori; grazie a lei, intraprese una campagna per i diritti sociali degli indiani, ma anche delle indiane.
A seguito della prima spartizione del Bengala avvenuta nel 1905, il movimento Swadeshi sperimentò una rinascita. Nel 1908, per combattere contro l'ascesa di questa opposizione, le autorità britanniche proibirono agli studenti indiani di essere coinvolti in politica: come risposta Annie organizzò all'interno del CHC un parlamento sul modello di quello inglese. Volle discutere con i giovani indiani delle forme politiche democratiche e costituzionali, ma si occupò anche di economia e riforme sociali.
Tuttavia vi fu una certa ambiguità intrinseca sul modo di pensare di Annie: per portare l'India al rinnovamento intellettuale e politico lei gli offrì come modello l'esempio politico del Regno Unito, il colonizzatore; malgrado tutto i militanti indiani che le stettero più vicino, come Womesh Chunder Bonnerjee, Mahadev Govind Ranade e Gopal Krishna Gokhale condivisero questo punto di vista.
Con l'organizzazione di questo parlamento intese anche distogliere i giovani indiani dalla tentazione di una deriva violenta, nei confronti della quale si considerò impreparata. Il suo rifiuto di ricorrere ad azioni violente si basò sui suoi ricordi dolorosi della "domenica di sangue" del 1887. Per creare un luogo adatto di espressione alla volontà di azione dei giovani indiani fondò sempre in quello stesso 1908 "Sons and Daughters of India", organizzazione che si specializzò in opere educative e di beneficenza.
Nell'aprile del 1911 Annie incontrò il paṇḍit Madan Mohan Malaviya ed assieme decisero di unire le loro forze e di lavorare alla fondazione di un'università indù a Varanasi; i fedeli e gli altri fiduciari del CHC convennero anche sulla necessità dell'autogoverno per l'India e sul fatto che il college avrebbe dovuto far parte della nuova università. Dopo il voto favorevole del Parlamento del Regno Unito la Banaras Hindu University iniziò a svolgere i propri corsi a partire dal 1º ottobre del 1917, con il CHC come suo primo collegio costituente.
Nel 1913, con l'aiuto dello stesso Malaviya riuscì ad aprire un'associazione scout per i ragazzi indiani, in quanto le associazioni esistenti all'epoca in India erano aperte solo ai ragazzi inglesi. Lo stesso anno riuscì a formare la "Theosophical Education Trust in India", fondo che ha poi avviato una trentina di scuole dalle elementari ai licei.

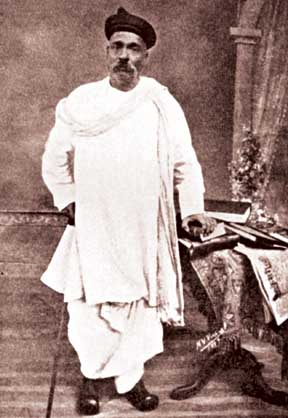
Bal Gangadhar Tilak nel 1910 circa.

### "All-India Home Rule League"
La spartizione del Bengala nel 1905 segnò un punto di svolta per Annie; la sua azione da allora in poi si fece sempre più politica. Il solo campo dell'istruzione non sembrò essere più sufficiente per lei; s'allontanò gradualmente da Gopal Krishna Gokhale per essere più vicina a Bal Gangadhar Tilak, uno dei principali teorici e guida del movimento Swadeshi, così come anche agli altri due membri del triumvirato "Lal Bal Pal": Bipin Chandra Pal e Lala Lajpat Rai.
Ritenendo che il governo britannico non avesse mantenuto le sue promesse nei confronti dell'India, gli consigliò di iniziare a trattare gli indiani alla pari, altrimenti sarebbe stato presto testimone della deriva dell'intero paese; non criticò comunque l'idea dell'impero britannico o la presenza britannica in India. Suggerì solamente di esaminare l'idea di un rinnovamento nell'amministrazione, principalmente attraverso l'autodeterminazione. Si scontrò con l'opposizione di alcuni teosofi. Le sue idee politiche e sociali vennero diffuse attraverso i giornali New India e Commonwealth.

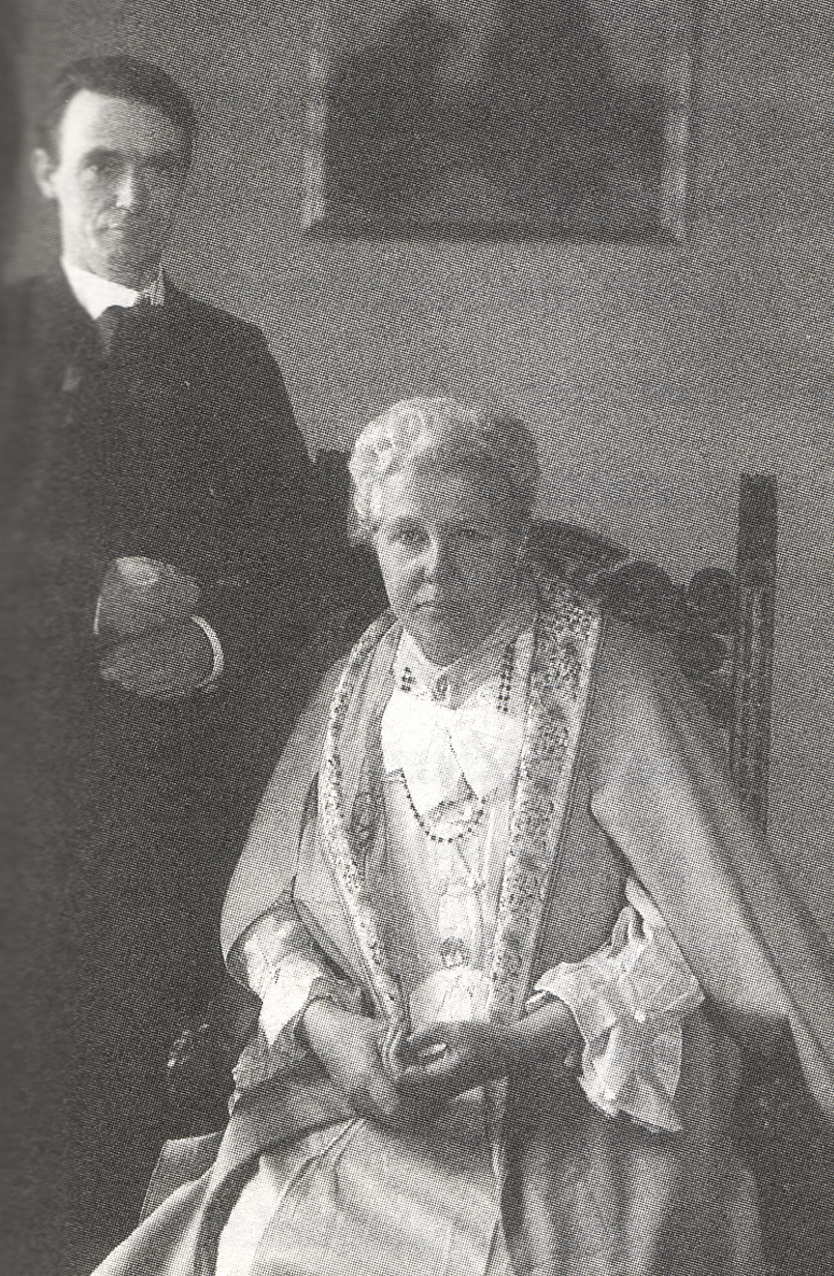
Rudolf Steiner, fondatore dell'antroposofia, assieme ad Annie nel 1907 a Monaco di Baviera.

Uno dei suoi primi atti apertamente politici che segnarono maggiormente gli spiriti dell'epoca, fu la lettera aperta che scrisse nel gennaio del 1910 al governatore generale Gilbert Elliot-Murray-Kynynmound, IV conte di Minto. Denunciò apertamente il razzismo dei funzionari britannici, a seguito dell'aggressione avvenuta ai danni di un ex studente del CHC, e reclamò l'autonomia dell'India. Lord Minto reagì immediatamente ponendo il CHC sotto stretta sorveglianza e facendo ritardare l'istituzione della Banaras Hindu University. Nonostante questo oramai Annie si era sicuramente creata una reputazione di aperta indipendentista.
Tra il 1905 e il 1915 pubblicò numerosi testi che chiedevano il diritto all'autodeterminazione del paese, raggruppati nel 1917 in "The Birth of a New India". Suggerì una nuova organizzazione dell'impero britannico in una "federazione di nazioni autonome" (in Federation dell'aprile del 1914) con ciascuno degli "Home Rule" (autogoverni) ad immagine del movimento irlandese. Questa federazione avrebbe dovuto essere retta dal monarca britannico, che avrebbe avuto solo un ruolo simbolico, e dotata di un parlamento in cui ciascuna delle nazioni della federazione sarebbero state rappresentate in parti uguali.
La sua visione dell'India indipendente venne ulteriormente specificata nel 1915 in "Indian Self-Government". Annie considerò inoltre l'ipotesi di un'assemblea piramidale, con la base costituita dall'assemblea dei "Gram panchayat" (unione panchayat per paese o area urbana); sopra, un'assemblea distrettuale che si sarebbe dovuta occupare della pubblica istruzione, della sanità e dei settori produttivi; l'assemblea provinciale avrebbe amministrato il bilancio; l'assemblea nazionale sarebbe stata responsabile per la difesa, le ferrovie e il servizio postale. Così l'India si sarebbe finalmente potuta integrare nella federazione imperiale.
Ogni livello avrebbe dovuto essere realizzato progressivamente, iniziando immediatamente dai Panchayats; la sezione distrettuale sarebbe stata stabilita subito dopo la fine della prima guerra mondiale. Tuttavia il sistema elettorale proposto era complicato ed elitario; le assemblee dei panchayat e quelle distrettuali sarebbero state elette attraverso un suffragio quasi universale tra i padri e le madri di età superiore ai 21 anni. Sopra le assemblee sarebbero state elette da un collegio composto da membri delle assemblee di livello inferiore e dagli elettori con un'istruzione sufficiente e sempre tramite incontri ad alto livello. Questo tipo di approccio venne però molto contestato.
Annie desiderò qui esprimere la differenza tra "uguaglianza" e "fraternità", elemento base della Teosofia; nella fraternità i fratelli e le sorelle maggiori sono responsabili per i più giovani e devono aiutarli a crescere. In questa visione dell'impero anglo-indiano coloro che erano stati educati avrebbero quindi avuto il compito di guidare i meno istruiti ai modelli dell'autonomia.
Oltre alle innumerevoli e sempre più pressanti attività teosofiche Annie continuò a partecipare in prima persona anche alle più contingenti questioni politiche. Nel 1913 entrò a far parte del Congresso Nazionale Indiano il quale fu originariamente sede di discussione che si riuniva annualmente per prendere in considerazione risoluzioni inerenti alle principali questioni politiche; per lo più richiedeva il diritto di parola per gli indiani della classe media nell'amministrazione governativa. Esso non era però ancora divenuto un movimento permanente di massa con organizzazioni locali sparpagliate in tutto il territorio; fu in questo periodo che il suo più stretto collaboratore Charles Webster Leadbeater si trasferì a Sydney.
Le lezioni pubbliche che Annie diede nel mese di settembre e ottobre del 1913 a Chennai (Madras) vennero in seguito raggruppate sotto il titolo "Wake Up India". Nel 1914 non mancò di criticare nel suo giornale "New India",  l'inerzia del Congresso, dominato da moderati che si limitavano a votare le stesse risoluzioni ogni anno e che si occupavano di conteggiare l'avvenuto aumento di popolazione.

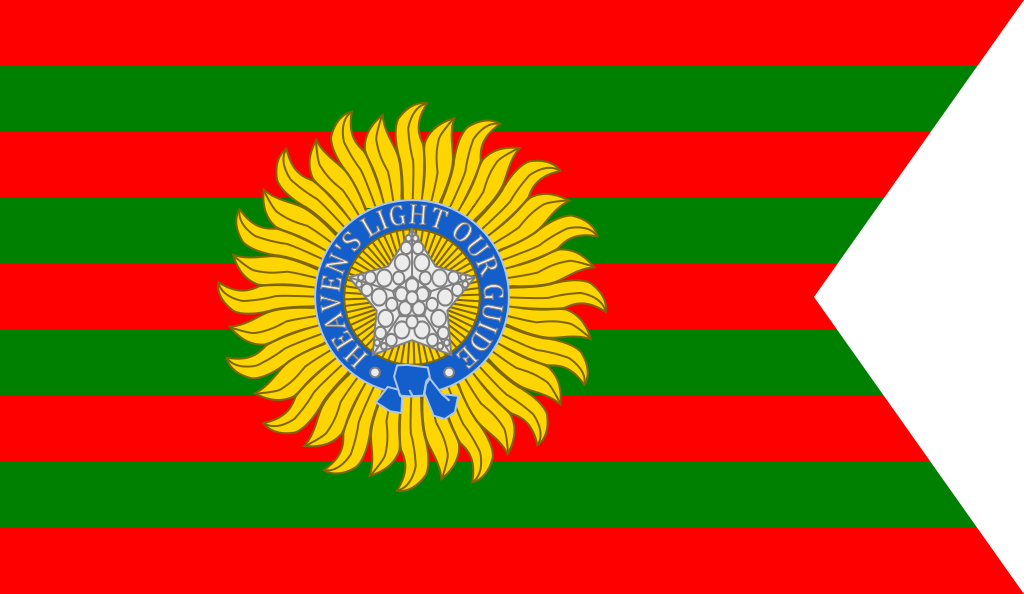
Bandiera dell'"Indian Home Rule movement" (priva dell'Union Jack).

La morte di Ghokale avvenuta nel 1915 consentì il ritorno degli "estremisti" nel Congresso, tra cui Tilak che uscì dal carcere; mantennero tuttavia ancora il giuramento di agire "con mezzi rigorosamente costituzionali". Annie, assieme a Bal Gangadhar Tilak, nell'autunno del 1915 riuscì a far unificare i vari movimenti che richiedevano l'"Home Rule" all'interno del movimento nazionale "All-India Home Rule League"; ancora una volta modellando le richieste per l'India sulle pratiche nazionaliste irlandesi. Questo fu il primo partito politico indiano ad avere come suo obiettivo principale quello di cambiare il regime vigente; a differenza dello stesso Congresso, la Lega rimase in piena attività per tutto l'anno, costruì una sua propria struttura di ramificazioni locali, struttura che permise di mobilitare grandi masse per dimostrazioni, incontri pubblici e vari tipi di agitazioni.
Con lo scoppio della guerra nel 1914 Annie dichiarò che l'India avrebbe anche potuto prestare soccorso al Regno Unito, ma non avrebbe dovuto cessare di esigere l'autogoverno. La Gran Bretagna richiese il pieno sostegno dell'impero britannico nella sua lotta contro l'impero tedesco; traducendo e adattando uno slogan nazionalista irlandese Annie dichiarò che "le necessità dell'Inghilterra sono le opportunità dell'India" e, nella sua qualità di redattrice del giornale "New India", attaccò il governo coloniale e richiese movimenti chiari e precisi. Come successe anche per l'Irlanda il governo però si rifiutò anche solo di discutere di qualsiasi cambiamento almeno fino a quando sarebbe durata la guerra. La leadership della sezione britannica della Lega venne affidata a George Lansbury.
La lega ebbe diversi obiettivi: innanzitutto l'indipendenza dell'India, poi la formazione politica della popolazione per dare fiducia alle persone e farle uscire dall'inazione. Nell'autunno del 1916 Tilak e Annie viaggiarono per tutto il subcontinente indiano per il reclutamento, sia tra gli indù che tra i musulmani e sia di moderati che di estremisti. La campagna fu un autentico successo, come la petizione a favore della lega la quale raccolse più di 700 000 firme. Ella ebbe la capacità di compattare 60 000 membri, con un forte impatto nazionale, come riconobbe lo stesso Mahatma Gandhi: "[Annie Besant] ha fatto dell'autogoverno un mantra presente in ogni casa".
Annie riuscì anche a stabilire un'alleanza tra il movimento nazionale indiano e la Lega Musulmana Panindiana di Mohammad Ali Jinnah; inoltre quando si tenne il Congresso nel dicembre del 1916 a Lucknow, ove era stata fondata la Lega, venne firmato un accordo tra le due organizzazioni. Nel "Patto di Lucknow" esse dichiararono che al termine della guerra avrebbero richiesto congiuntamente concessioni per una maggiore autonomia del popolo indiano, proteggendo al contempo i posti dirigenziali dei musulmani. Per diversi anni, per esempio nel 1910 in "Islam in the Light of Theosophy" Annie criticò aspramente le divisioni religiose le quali non facevano altro che avvantaggiare i britannici nel consolidamento del loro potere. Il Congresso a Lucknow fu una grande vittoria per Annie e Tilak.

### Congresso Nazionale Indiano

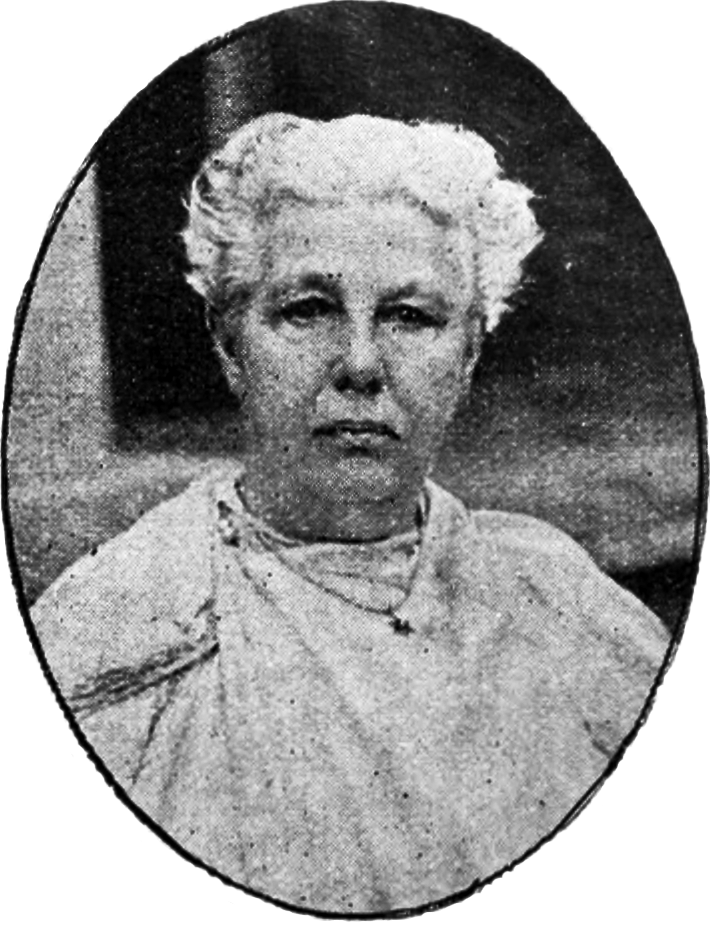
Annie nel 1917.

Nel giugno del 1917 Annie venne arrestata e fatta internare in nella stazione collinare di Hill station, dalla quale fece sventolare con aria di sfida, una bandiera arancione e verde, i futuri colori della bandiera indiana. Il Congresso, assieme alla Lega Musulmana Panindiana, minacciò di scatenare proteste in tutto il paese se non fosse stata immediatamente liberata; l'arresto di Annie creò una vera e propria concentrazione della protesta pubblica.
Il governo fu costretto a cedere e a fare concessioni vaghe ma significative, venne annunciato che l'obiettivo finale del governo britannico fosse l'autogoverno indiano; le relative promesse si mossero in quella stessa direzione. Annie venne rilasciata nel settembre del 1917, accolta dappertutto da folle esultanti, e, nel mese di dicembre, assunse, per il 1918, l'incarico di presidentessa del Congresso.

### Dimissioni ed ascesa di Gandhi

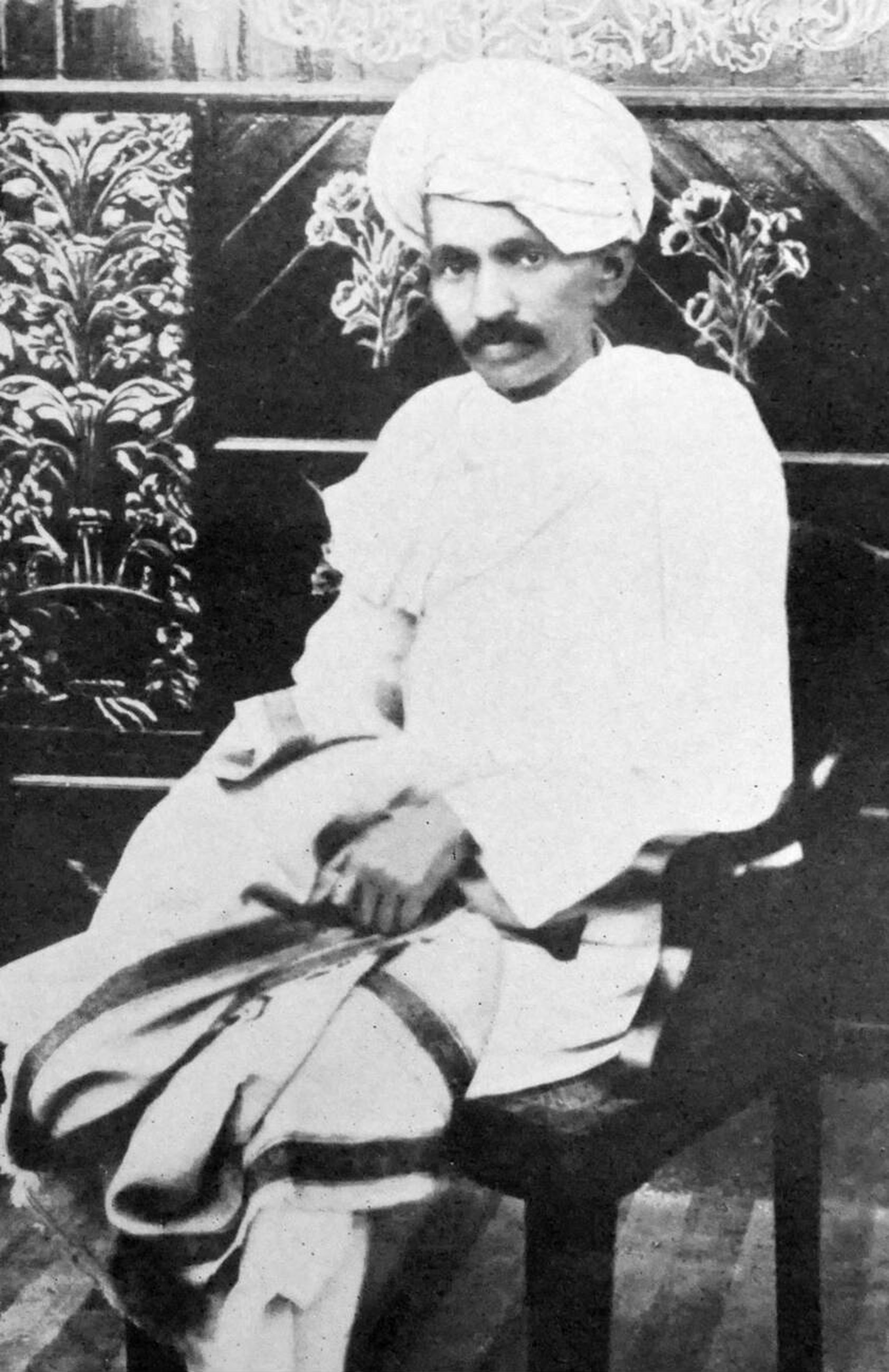
Il Mahatma Gandhi nel 1918, al momento del satyagraha di Kheda.

Il "Rowlatt Act" del 1919 costituì un punto di svolta politica nella lotta per l'indipendenza indiana e per la stessa Annie. Gandhi iniziò ad affermarsi, proponendo i suoi specifici modelli di lotta: satyagraha (disobbedienza civile) e resistenza passiva (ahimsa). I rapporti tra le due personalità erano e rimasero complicati; da un lato, fu proprio Annie la prima a conferirgli il titolo, seguendo il pensiero teosofico, di "Mahatma" (Grande anima); dall'altro non mancò di condannare diverse azioni di Gandhi, che considerava alla fin fine essere pericolose.
La sua esperienza politica gli insegnò, per principio, di non inviare i manifestanti laddove fossero a rischio di perdere la vita. Lo sciopero generale e i contemporanei incidenti avvenuti a Delhi nell'aprile del 1919 con l'intervento massiccio dell'esercito che uccise diverse persone, gli fece scrivere un articolo in cui spiegò il proprio pensiero: before a riot becomes unmanageable brickbats must inevitably be answered by bullets (in italiano: "prima che una rivolta diventi ingestibile, i pezzi di mattoni devono inevitabilmente rispondere alle pallottole"). Alcuni dei suoi avversari all'interno del movimento iniziarono a suggerire un supporto di Annie alla repressione da parte delle autorità britanniche, tenute a rispondere con la forza.
Il problema fu nel fatto che Annie scatenò diverse polemiche al momento del massacro di Amritsar. Allorché si pronunciò sui disordini scoppiati a Delhi, i suoi avversari ipotizzarono che i suoi "pezzi di mattone e pallottole" (brickbats and bullets), come il suo intero articolo venne soprannominato, fosse applicabile anche ai fatti di Amritsar. Subì così un forte calo di popolarità; diciotto mesi dopo il suo trionfo al Congresso Nazionale Indiano dovette lasciare la guida del movimento nazionale a Gandhi. Nel mese di dicembre del 1919 il Congresso, svoltosi proprio ad Amritsar sotto la presidenza di Motilal Nehru, adottò definitivamente la tattica sostenuta da Gandhi.

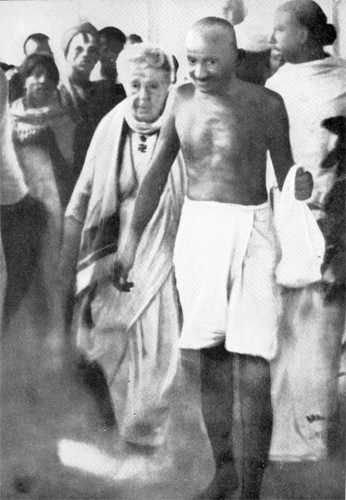
Annie Besant col Mahatma Gandhi.

Prevedendo un bagno di sangue, Annie si dimise dal Congresso nell'agosto del 1920, quando venne lanciato il primo "satyagraha"; partecipò solo al Congresso del 1924 svoltosi a Belgaum e a quello del 1928 a Calcutta. Allo stesso tempo, nonostante tutto l'amore che provava nei confronti del paese, gli divenne evidente il fatto di come un'anziana donna bianca non fosse la giusta personalità per incarnare la popolazione indiana. Anche se fu una dei primi ispiratori del movimento per l'indipendenza, non poté continuare ad essere un leader. Continuò a partecipare nell'ombra con svariati movimenti, come il "Non-cooperation movement".
Per tutto il periodo interbellico emerse così una nuova leadership attorno alla figura del futuro Mahatma Gandhi, uno di coloro che avevano scritto lettere di vibrata protesta contro la detenzione di Annie. Era uno dei principali avvocati del paese, ritornato nel subcontinente indiano dopo aver trascorso svariati anni in Sudafrica, con forti principi di nonviolenza e di lotta secondo i dettami del pacifismo acquisiti nel corso della sua battaglia contro il razzismo sudafricano. Jawaharlal Nehru, il più stretto collaboratore di Gandhi, era stato istruito da un tutore teosofo.
La nuova leadership s'impegnò in azioni militanti e non violente, ma sussistevano tuttavia differenze tra loro ed Annie; nonostante i suoi trascorsi, non era soddisfatta dei loro orientamenti socialisti. Ma fino alla fine della sua vita continuò ad intraprendere campagne a favore dell'indipendenza indiana, e questo non solo in India, ma anche nel corso dei suoi numerosi giri di conferenze in Gran Bretagna. Con la propria personale versione di abbigliamento indiano, rimase sempre una presenza che attirava l'attenzione sulle tribune degli oratori: produsse un torrente in piena di lettere ed articoli che reclamavano l'indipendenza di quello che ormai era diventato il proprio paese d'adozione.

### Combattere per l'India nel Regno Unito
I legami politici che Annie aveva intessuto nel corso degli anni 1880-1890 con il Partito Liberale e i socialisti poterono essere utilizzati anche per promuovere la causa dell'autogoverno indiano a partire dal momento in cui i suoi amici impegnati in politica riuscirono a raggiungere alte cariche governative. Nel 1918, quando alle donne vennero concessi i pieni diritti politici nel Regno Unito, il partito Laburista le propose di candidarsi al Parlamento del Regno Unito per le Elezioni generali nel Regno Unito del 1918. Annie accettò, ma le autorità britanniche intercettarono il suo telegramma di arrivo, impedendogli di giungere a destinazione.

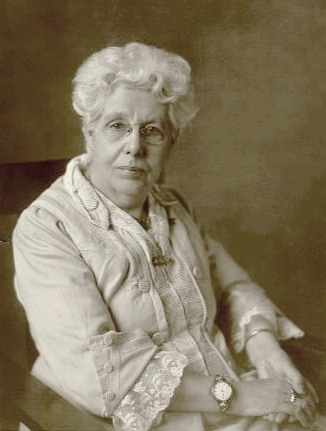
Annie a Sydney nel 1922.

Tuttavia Annie aderì al movimento laburista nel luglio del 1919; partecipò a tutte le riunioni della commissione parlamentare la quale aveva in programma di discutere lo stato futuro dell'impero anglo-indiano: fece un importante discorso davanti a 6 000 persone nella Royal Albert Hall in cui denunciò la violenta repressione britannica in atto nel subcontinente indiano. Parlò a favore dell'autodeterminazione, ma anche del fatto di come il modello occidentale non dovesse essere imposto alle future istituzioni indiane le quali invece avrebbero dovuto trovare la loro legittima ispirazione nelle tradizioni locali. Concluse con la richiesta del suffragio femminile per le donne indiane.
Dopo l'arresto del Mahatma Gandhi nel 1922 Annie parve tornare al centro della scena; fu in grado di mantenerlo anche dopo il suo rilascio per motivi di salute nel 1924 perché, per farlo, dovette rinunciare solennemente a qualsivoglia azione politica. Nel suo giornale New India Annie fece pubblicare un lungo articolo che richiedeva i militanti nazionalisti di affrontare la stesura di una costituzione per l'India.
La tempistica gli fu ancora una volta favorevole; i laburisti erano al potere e lo stesso primo ministro del Regno Unito, Ramsay MacDonald aveva anche partecipato alla "Domenica di sangue" del 1887, mentre il Segretario di Stato per l'India Sydney Olivier aveva partecipato al grande sciopero delle fiammiferaie londinesi nel 1888. Inoltre Olivier non accettò nessuna richiesta per la piena indipendenza proposta da Gandhi; tuttavia cominciò a rendersi ben conto che Annie si stava forse spingendo un po' troppo oltre.
In un primo tempo l'appello rivolto da Annie a favore di una stesura costituzionale incontrò ben poco entusiasmo; tentò pertanto un nuovo approccio proponendo una convenzione nazionale multipartitica nel mese di aprile del 1925 a Kanpur. Questa fu un successo. Annie redasse un progetto di autogoverno, il Commonwealth of India Bill, per l'estensione allo status di Dominion dell'India; un Viceré avrebbe dovuto mantenere il controllo dell'esercito, della marina e della politica estera per il periodo di transizione.
Il progetto prevedeva anche la garanzia delle libertà individuali e l'uguaglianza di genere. Annie tornò in patria per sostenere quest'idea la quale ebbe l'approvazione esplicita di Olivier; il governo però cadde prima che la proposta potesse essere presentata in parlamento. George Lansbury, che mantenne il proprio seggio alla Camera dei Comuni lo propose, ma venne respinto in prima lettura dalla maggioranza rappresentata dal Partito Conservatore.
Annie venne invitata nel 1928 a partecipare alla "Commissione Nehru", multipartitica e multireligiosa, prendendo la parola contro la "Commissione Simon" dell'anno precedente, composta esclusivamente da bianchi. Entrambe le commissioni avevano lo scopo di riflettere sull'evoluzione della questione indiana dopo la promulgazione della "legge sul governo indiano" del 1919. La "relazione Nehru" suggerì la trasformazione dell'India in un Dominion, proponendo le libertà individuali e l'uguaglianza di genere; respinse inoltre l'idea di una religione di Stato ufficiale o di circoscrizioni segregate dalla religione. Il Paese avrebbe dovuto invece fondarsi lungo le linee di confine linguistiche con il pieno rispetto delle minoranze.
Annie tornò nuovamente in Gran Bretagna per difendere il progetto e fare un giro di conferenze. Tuttavia, allo stesso tempo, Gandhi aveva fatto il suo ritorno in politica con la conseguenza che il Congresso Nazionale Indiano svoltosi a Lahore nel 1929 sotto la presidenza di Jawaharlal Nehru adottò l'idea di piena indipendenza, ufficialmente proclamata il 26 gennaio del 1930. I rapporti Nehru e Simon furono entrambi discussi in tavole rotonde tra il 1930 e il 1932. Infine sarà ufficializzata nel 1935 la "legge sul governo indiano" la quale si ispirava al "rapporto Simon".
Nel 1931, prima che le tensioni riprendessero ad aumentare, principalmente a sfondo etnico, Annie vide l'attuale impossibilità di una costituzione per l'India e ne predisse la spartizione; fece quello stesso anno un ultimo tentativo di riconciliazione presso l'"All-India Humanitarian Conference" per facilitare gli aiuti umanitari. Quest'ultima iniziativa la condusse ad essere presentata come candidata al Premio Nobel per la pace.

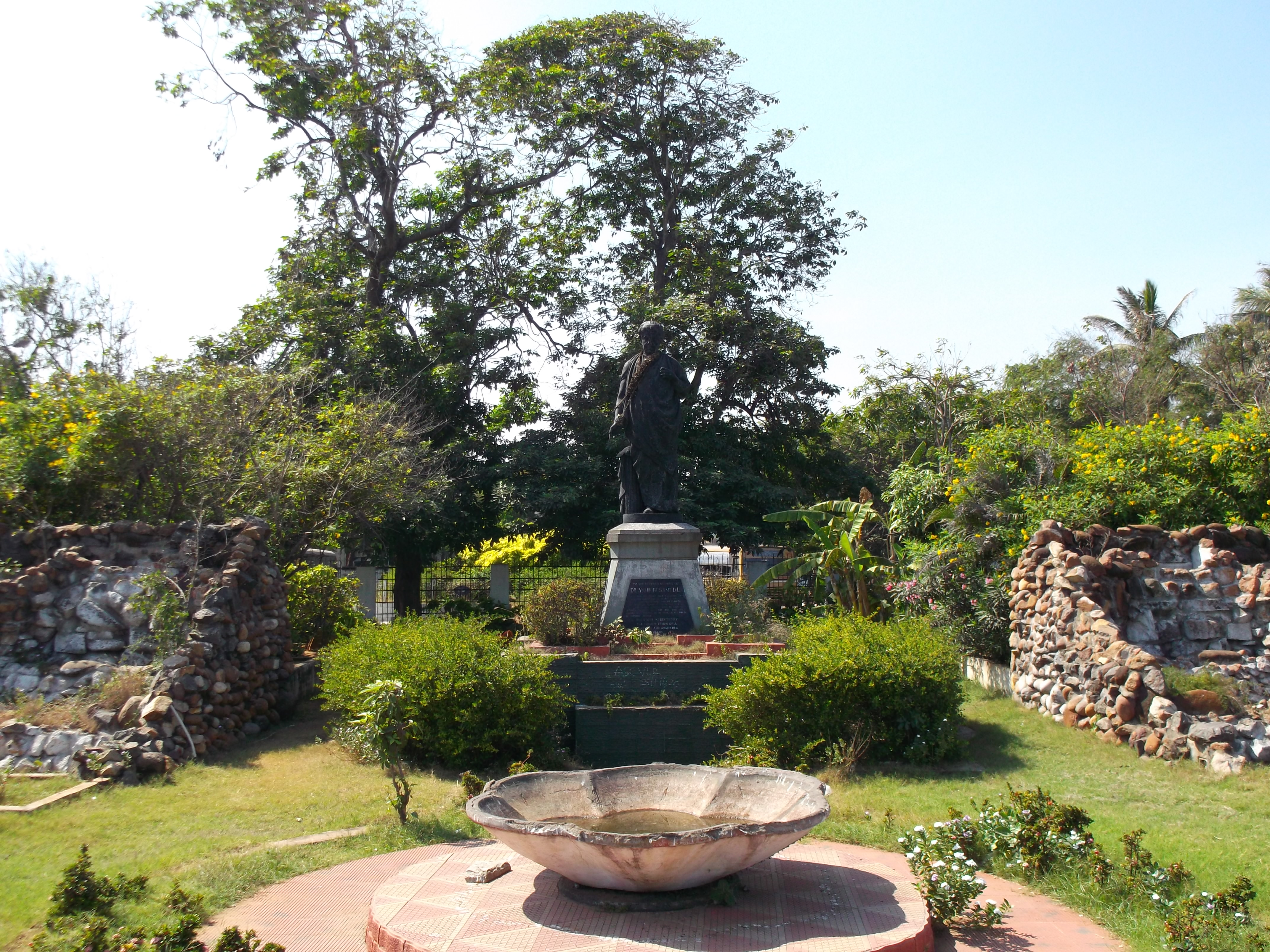
"Dr. Annie Besant Park" a Triplicane (Chennai).

## Ultimi anni e morte
Annie provò come persona, teosofa e presidentessa della "Società" ad accogliere le idee espresse da Jiddu Krishnamurti nel corso dei suoi ultimi anni, ma senza grande successo; s'impegnò a seguirlo personalmente nella nuova direzione che aveva intrapreso, anche se apparentemente ebbe notevoli difficoltà a comprendere e ad accettare sia le sue opinioni teosofiche sia il nuovo messaggio da lui proclamato. I due rimasero comunque grandi ed affiatati amici fino alla fine della vita di lei.
Nel 1931 si ammalò mentre si trovava in India; morì il 20 settembre del 1933 a 85 anni a Adyar. Il suo corpo, secondo le sue ultime volontà, ricoperto da una bandiera indiana venne sottoposto a cremazione, come prassi della tradizione indù.
Aveva chiesto che la sua pira funebre venisse innalzata sulle rive del Gange a Kashi, il nome dato a Varanasi nel Ṛgveda Saṃhitā. Se questo desiderio non poté essere soddisfatto le sue ceneri vennero comunque sparse in parte nel Gange e in parte nel giardino della Società Teosofica a Adyar. La borsa di Mumbai (Bombay) il giorno del funerale non aprì, un segno di omaggio rivolto ad Annie Besant.
La figlia Mabel Besant-Scott gli sopravvisse. Dopo la sua morte i colleghi Krishnamurti, Aldous Huxley, l'italiano Guido Ferrando e Rosalind Rajagopal istituirono la "Happy Valley School" a Ojai in California, in seguito rinominata "Besant Hill School" in suo onore.

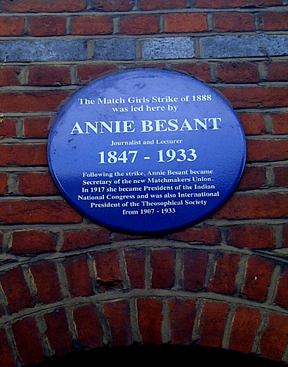
Targa commemorativa dedicata ad Annie Besant.

## Discendenti
La successiva storia familiare si è frammentata. Un certo numero di discendenti di Annie sono stati rintracciati in dettaglio dalla parte del figlio Arthur (1869-1960); fu presidente dell'"Institute of Actuaries" tra il 1924 e il 1926. Ha scritto il The Besant Pedigree nel 1930 ed è stato direttore della libreria teosofica di Londra.
Una delle figlie di Arthur era Sylvia Besant, che sposò il comandante di marina Clem Lewis nel corso degli anni venti. Hanno avuto una figlia, Kathleen Mary, nata nel 1934, che è stata data via in adozione quando non aveva ancora tre settimane di vita e che ha assunto il nuovo nome di Lavinia Pollock. Lavinia si è sposata con Frank Castle nel 1953 ed ha cresciuto una famiglia di cinque bisnipoti di Annie - James, Richard, David, Fiona e Andrew Castle - l'ultimo e più giovane fratello è stato un giocatore di tennis britannico e ora è un presentatore televisivo ed una personalità del mondo dello spettacolo.

## Critiche al cristianesimo
Annie pensò che per secoli i maggiori esponenti della filosofia cristiana avessero parlato delle donne come un male necessario e che i più grandi santi della Chiesa furono coloro che più disprezzarono le donne: "contro gli insegnamenti della punizione eterna, dell'espiazione vicaria, dell'infallibilità delle Scritture, ho aggiustato e massificato tutta la forza del mio cervello e della mia lingua ed ho esposto la storia della Chiesa cristiana come un operaio prodigo, con le sue persecuzioni, le sue guerre di religione, tutte le sue crudeltà e le sue oppressioni". Nella sezione denominata, Le sue prove non affidabili della sua opera intitolata Christianity: Its Evidences, "Its Origin, Its Morality, Its History", parte prima di Charles Bradlaugh Annie presenta la prova del perché i Vangeli non possano considerarsi autentici: 1876: Cristianity, second part, pubblicato dall'autorità della National Secular Society;
(D.) "Prima circa del 180 d.C. non esiste alcuna traccia della presenza dei quattro vangeli tra i primi cristiani... Poiché non si fa alcuna loro menzione prima del tempo di Ireneo di Lione, salvo questa 'collazione' fasulla. Invocato da alcuni per essere datata circa al 170 e da altri tra il 170 e il 180, sarebbe solo uno spreco di tempo e spazio quello di dimostrare ulteriormente un punto ammesso in tutti i commentatori e critici. Questa fase del nostro argomento è poi su un terreno solido e inattaccabile: ossia prima del 180 circa non c'è traccia dei quattro vangeli tra i cristiani. (E.) Prima di quella data, Matteo evangelista, Marco evangelista, Luca evangelista e Giovanni evangelista non erano considerati come i quattro evangelisti autentici. Questa posizione necessariamente segue dalla precedente [D.], poiché i quattro evangelisti non potevano essere considerati fino a quando non si riconoscevano quattro vangeli. Qui, di nuovo, lo storico John Allen Giles sostiene l'argomento che stiamo costruendo. Egli afferma: Giustino martire non menziona mai neppure una volta per nome gli evangelisti Matteo, Marco, Luca e Giovanni. Questa circostanza è di grande importanza, poiché quelli che sostengono che i nostri quattro vangeli canonici sono documenti contemporanei del ministero del nostro Salvatore, li attribuiscono a Matteo, Marco, Luca e Giovanni e a nessun altro scrittore".

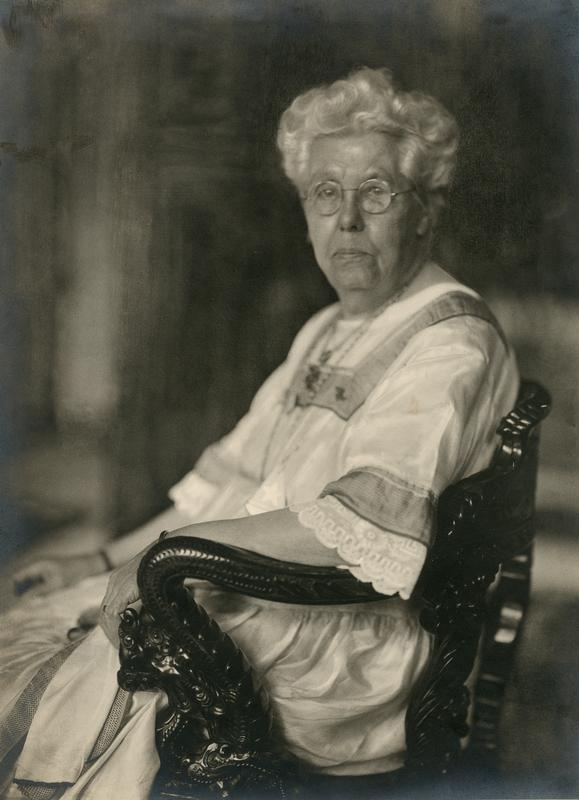
Annie alla metà degli anni venti, foto di Franz Ziegler.

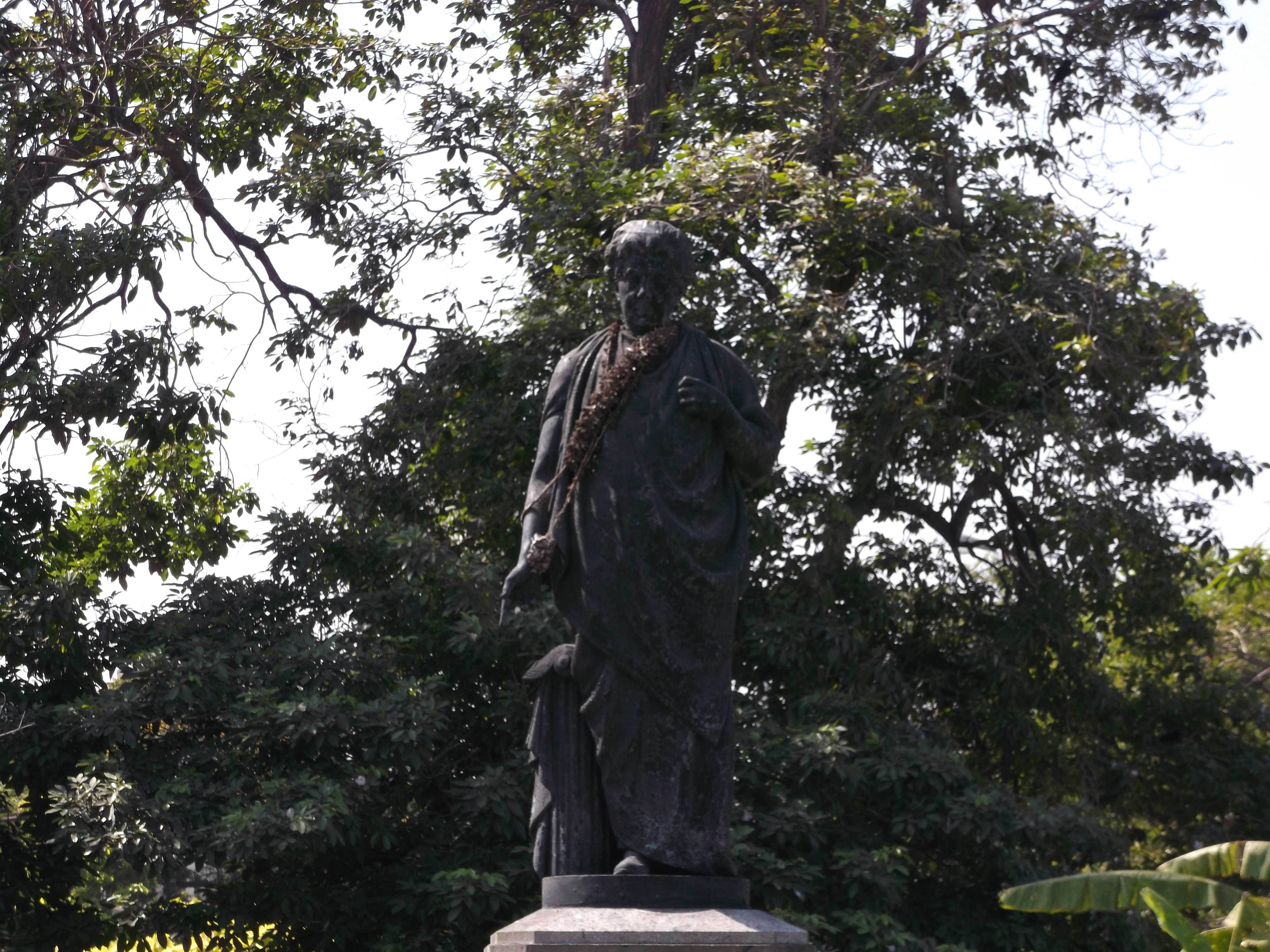
Statua dedicata ad Annie posizionata a Marina Beach.

## Opere
Oltre a essere una scrittrice prolifica, Besant fu anche un'"oratrice abile a mettere in imbarazzo" in grado di sostenere sessantasei conferenze pubbliche in un anno. Partecipò anche ad innumerevoli dibattiti pubblici.
- Elenco delle opere su Online Books
- The Political Status of Women (1874)[182]
- Christianity: Its Evidences, Its Origin, Its Morality, Its History (1876)
- The Law of Population (1877)
- My Path to Atheism (1878, 3ª ed. 1885)
- Marriage, As It Was, As It Is, And As It Should Be: A Plea for Reform (1878)
- The Atheistic Platform: 12 Lectures One by Besant (1884)
- Autobiographical Sketches (1885)
- Why I Am a Socialist (1886)
- Why I Became a Theosophist (1889)
- The Seven Principles of Man (1892)
- Bhagavad Gita (translated as The Lord's Song) (1895)
- Karma (1895)
- Man and His Bodies (L'uomo ed i suoi corpi, 1896, riedito nel 1911)
- The Ancient Wisdom (La sapienza antica, 1897)
- Dharma (1898)
- Avataras (1900)[183]
- Thought Forms (Tulpa) con C. W. Leadbeater (Le forme pensiero, 1901)
- The Religious Problem in India (1901)
- Thought Power: Its Control and Culture (1901)
- Esoteric Christianity (1905 2a ed.)
- A Study in Consciousness: A contribution to the science of psychology (1907, riedito nel 1918)
- Occult Chemistry con C. W. Leadbeater (Chimica occulta, 1908)
- An Introduction to Yoga (1908)[184]
- Australian Lectures (1908)
- Annie Besant: An Autobiography (1908 2ª ed.)
- The Religious Problem in India Lectures on Islam, Jainism, Sikhism, Theosophy (1909)[185]
- Elementary Lessons on Karma (1912)
- A Study in Karma (1912)
- Initiation: The Perfecting of Man (1912)
- Man's Life in This and Other Worlds (1913) Catalog Record: Man's life in this and other worlds | Hathi Trust Digital Library
- Man: Whence, How and Whither con C. W. Leadbeater (1913)
- The Doctrine of the Heart (1920)
- The Future of Indian Politics 1922
- The Life and Teaching of Muhammad (1932)
- Memory and Its Nature (1935)
- Various writings regarding Helena Blavatsky (1889–1910)
- Selection of Pamphlets as follows: 
  - "Sin and Crime" (1885)
  - "God's Views on Marriage" (1890)
  - "A World Without God" (1885)
  - "Life, Death, and Immortality" (1886)
  - "Theosophy" (1925?)
  - "The World and Its God" (1886)
  - "Atheism and Its Bearing on Morals" (1887)
  - "On Eternal Torture" (n.d.)
  - "The Fruits of Christianity" (n.d.)
  - "The Jesus of the Gospels and the Influence of Christianity" (n.d.)
  - "The Gospel of Christianity and the Gospel of Freethought" (1883)
  - "Sins of the Church: Threatenings and Slaughters" (n.d.)
  - "For the Crown and Against the Nation" (1886)
  - "Christian Progress" (1890)
  - "Why I Do Not Believe in God" (1887)
  - "The Myth of the Resurrection" (1886)
  - "The Teachings of Christianity" (1887)